# 福島県
福島県（ふくしまけん）は、日本の東北地方に位置する県。県庁所在地は福島市。面積は北海道、岩手県に次ぐ全国3位、都道府県別の人口は全国21位、人口密度は全国40位である（いずれも2015年10月1日時点の国勢調査による）。
東北地方の中では宮城県に次いで人口が多く、1980年に宮城県に抜かれるまで、東北で最も人口が多い県であった。県内に政令指定都市は存在しないものの、人口順に郡山市、いわき市、福島市の3つの市が中核市に指定されており、中核市単独の数は三大都市圏以外の県の中で最も多い。いわき市は東北最大の工業都市であり、郡山市は東北地方の中で仙台市に次ぐ人口規模を誇る。

## 概要
県内は南北方向に延びる山脈・山地によって、地形・気候・交通・歴史などの面に違いが顕れており、3地域に分けられている。県の西部に位置し越後山脈と奥羽山脈とに挟まれた日本海側内陸にあって4割弱の面積に約13%の人口を擁する「会津」、県の中央部に位置し奥羽山脈と阿武隈高地とに挟まれた太平洋側内陸にあって4割弱の面積に約62%の人口を擁する「中通り」、県の東部に位置し阿武隈高地と太平洋とに挟まれた太平洋側沿岸にあって2割強の面積に約25%の人口を擁する「浜通り」である。
これら3地域の地域差が顕著に見られる例を挙げると、近年の「降雪の深さの合計」があり、会津の会津若松市は300 - 400cm程度、中通りの福島市は100cm前後、浜通りのいわき市小名浜は10cmに満たない年が多く、冬季の生活習慣に顕著な影響を与えている。県の広域行政単位は上記3地域をさらに細分している一方、県名以外にも多用される「うつくしま」とのキャッチコピーが県内各地で用いられ、統合のイメージも創られている。
現在の福島県には幕末に、親藩かつ雄藩だった会津藩（23万石）があったが、他は親藩・譜代・外様の10万石に満たない多数の藩に分かれていた。廃藩置県後の紆余曲折の後、1876年8月21日に会津の前身にあたる若松県、中通りの前身にあたる福島県（1876年以前）、浜通りの前身にあたる磐前県の、計3県の合併によって当県が成立した。なお、県名の福島は3県合併によって県庁所在地となった福島町（現・福島市）から採ったものである。また「福島」の名は、福島城として使われたのが最初とされる。当県には1899年に全国7番目、かつ、東北初の日本銀行営業所（後に福島支店）が開設されるほど鉱工業が発達していた。
県内に首位都市（プライメイトシティ）はなく、人口30万人前後の都市が3市（郡山市・いわき市・福島市）あって機能分担している。浜通りの南部に位置するいわき市は、広大な面積を持ち、かつては炭鉱都市であったが現在は臨海工業、漁業、温泉などの観光が集積する。中通りの北部に位置する福島市は、行政機能や金融機関が集中し、桃を中心に全国有数の果樹地帯を形成している（テレビではNHK福島放送局およびTBS系列TUFとフジテレビ系列FTVが所在）。中通り中央部に位置する郡山市は県内の商都・内陸工業地帯となっている（テレビでは日本テレビ系列FCTとテレビ朝日系列KFBが所在）とがある（参照）。人口は郡山市、いわき市、福島市の順に多く、県庁所在地である福島市は県内の人口順位が3位と全国の都道府県の中で最も県庁所在都市の人口順位が低い。また、会津の中心都市で史跡が多く存在する観光都市の会津若松市、中通りにあって古くからの奥羽（東北地方）の玄関口であった白河の関がある白河市も重要な歴史都市である。その他、浜通りの相双には漁業と電源立地が、南会津には大内宿（重要伝統的建造物群保存地区）を初めとする観光地があり、会津と中通りとにまたがる磐梯朝日国立公園には磐梯高原・五色沼・猪苗代湖などリゾートエリアも擁する。
2011年に発生した東日本大震災とそれに伴う福島第一原子力発電所事故の影響で、浜通りの一部エリアが帰宅困難区域に指定されている。事故の被害は非常に甚大であり、世界的に原子力発電に対する考え方に大きな影響を与えたため、国際的に「フクシマ」の知名度は高い。

## 地理
- 日本、東北地方
- 隣接県: 宮城県 - 山形県 - 茨城県 - 栃木県 - 群馬県 - 新潟県

東北地方の南部に位置し、面積は 13,783.90km2で、北海道、岩手県に次ぐ全国第3位である。県庁所在地の福島市は、東京から約270km、JR東北新幹線で約90分の位置にある。
東部の阿武隈高地、中央部を南北に縦断する奥羽山脈、北部から西部に連なる飯豊連峰・越後山脈の山岳地帯と、それらにより区切られ県中央部を南から北へ流れる阿武隈川の地溝帯に連なる盆地群から構成される中通り地方、県東部浜通り地方の沿岸平野部、西部の会津盆地を中心とした会津の3地域に大別される。
- 東部の阿武隈川と太平洋に区切られる阿武隈高地は標高 400 - 1,000m で八溝山地に続く比較的なだらかな山地が連なる。
- 北部から西部にかけての山岳地帯は日本有数の豪雪地帯として知られ、日本海へ注ぐ阿賀川の流域であり、多くの大型水力発電所が設けられた日本を代表する電源地帯となっている。また、その流域は磐梯朝日国立公園、尾瀬国立公園、日光国立公園、越後三山只見国定公園に指定された自然の宝庫であり、吾妻山・安達太良山・磐梯山などの諸活火山をはじめ、磐梯高原・会津高原・尾瀬などの山岳観光地がある。
- 会津地方の北西部、三国岳から飯豊山に、ひげのように細長く延びている県域がある。これは福島県側の地域住民の信仰上の理由で、ご神体となる飯豊山への参道を確保したためである。
- 福島県と群馬県は隣接しており、県境に会津沼田街道が存在するが、中間にある尾瀬の環境保護の面から自動車道の建設が中止されたため、車両で直接行き来できない（徒歩でのみ往来可能である）都道府県境となっている（カーフェリーで海上移動となる北海道・青森県境、鹿児島・沖縄県境などを除く、国道401号も参照のこと。現在の日本で車両が越境できない都道府県境は本項と富山・長野県境の2つのみである。後者は尾瀬のように自然保護目的ではないが地形的にあまりにも険しく非常に山奥であるため歩道も含め直結道が一切存在せず立山黒部アルペンルートを使ってのみ越境可能である）。

### 地形
- 平地

福島盆地（信達平野）、会津盆地、郡山盆地、白河盆地、猪苗代盆地
- 山地

奥羽山脈、阿武隈高地、越後山脈、那須山地
- 島

翁島
- 山

吾妻山、安達太良山、栗子山、霊山、磐梯山、飯豊山、燧ヶ岳、会津駒ヶ岳、帝釈山、会津布引山、浅草岳、日山、蒲生岳、大滝根山、宇津峰山、八溝山
- 高原

会津高原、磐梯高原、阿武隈高原、羽鳥湖高原、甲子高原、布引高原
- 峠

土湯峠、板谷峠、鳩峰峠、国見峠、大峠、六十里越、八十里越、沼山峠、藤峠、中山峠、山王峠、駒止峠
- 川

阿武隈川（支流：荒川、松川、摺上川、大滝根川）、阿賀川（支流：只見川、日橋川、長瀬川）、久慈川、宇多川、請戸川、夏井川
- 湖沼

猪苗代湖、五色沼 (福島市)、五色沼 (北塩原村)、尾瀬沼、松川浦、沼沢湖、雄国沼、曽原湖、桧原湖、秋元湖、小野川湖、奥只見湖、田子倉湖、若郷湖、羽鳥湖、母畑湖、さくら湖、茂庭っ湖
- 湿原

尾瀬、田代山湿原、駒止湿原、谷地平湿原、雄国沼湿原

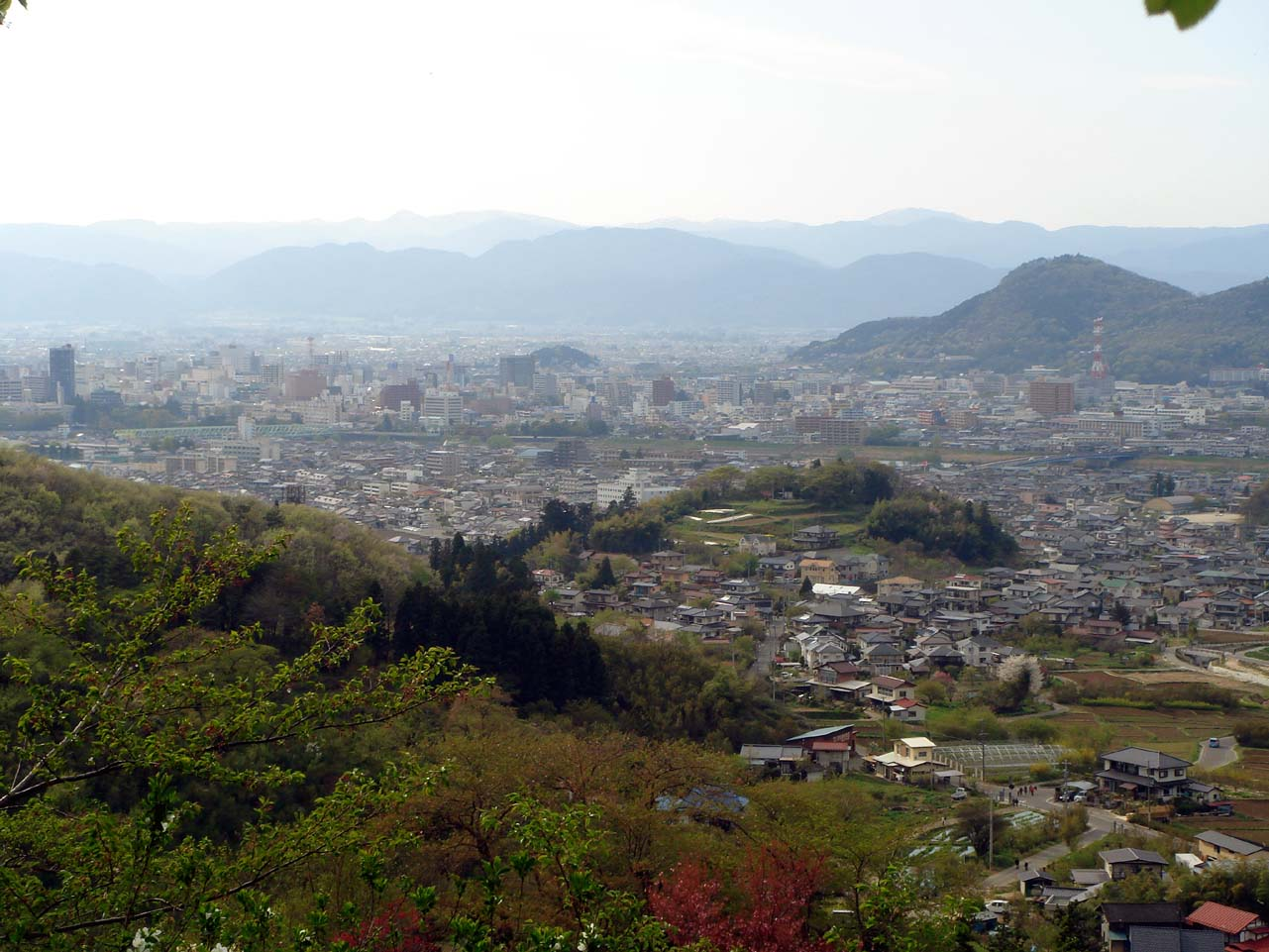
花見山公園より見る福島盆地
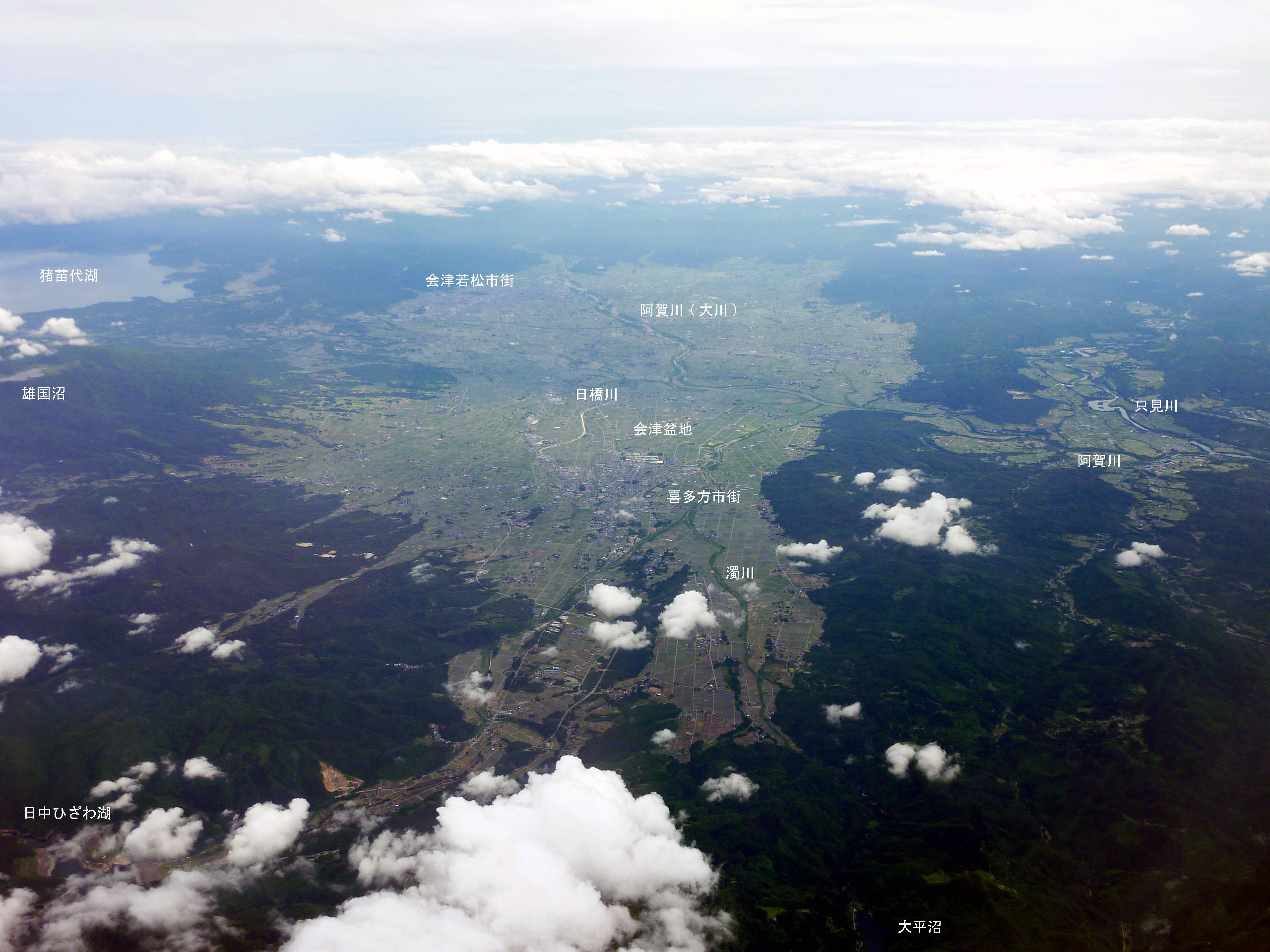
会津盆地
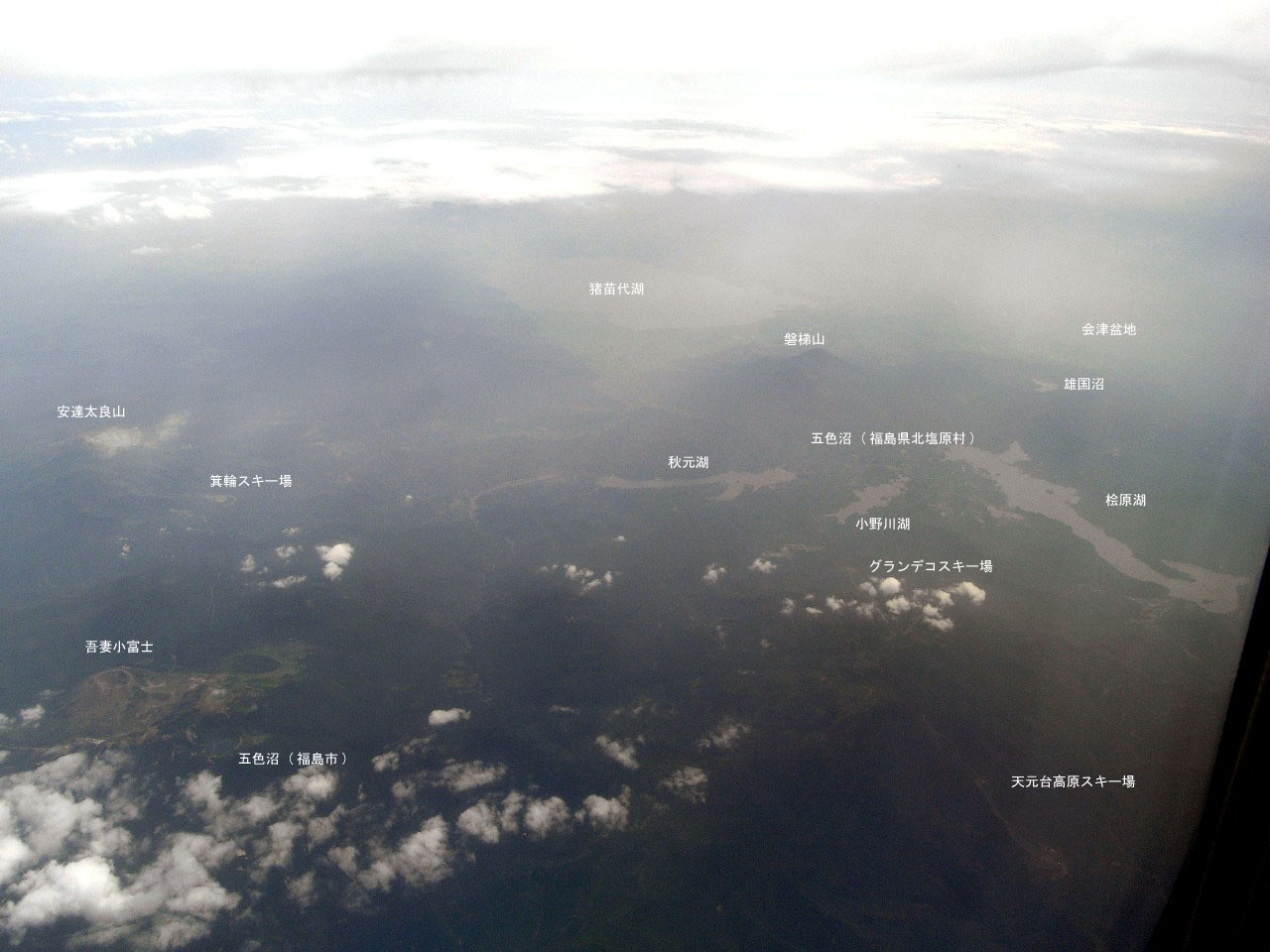
磐梯高原（吾妻小富士、猪苗代湖など）
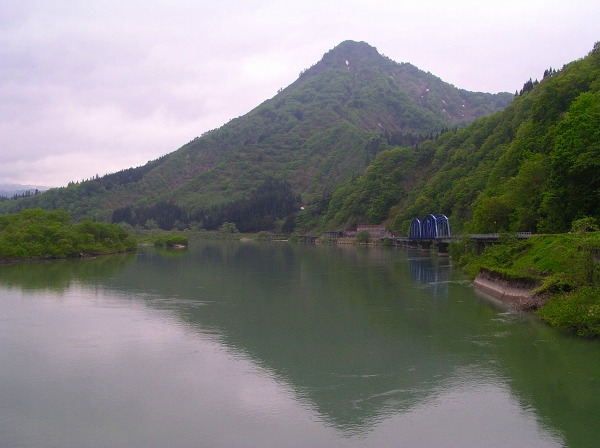
蒲生岳と只見川
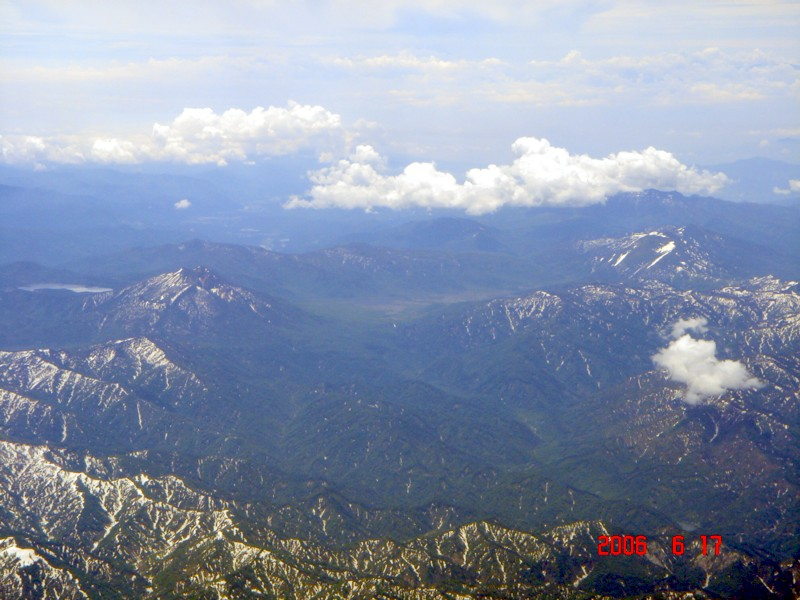
左から順に尾瀬沼、燧ケ岳、尾瀬ヶ原。手前の谷は三条ノ滝から奥只見湖に繋がる只見川最上流部
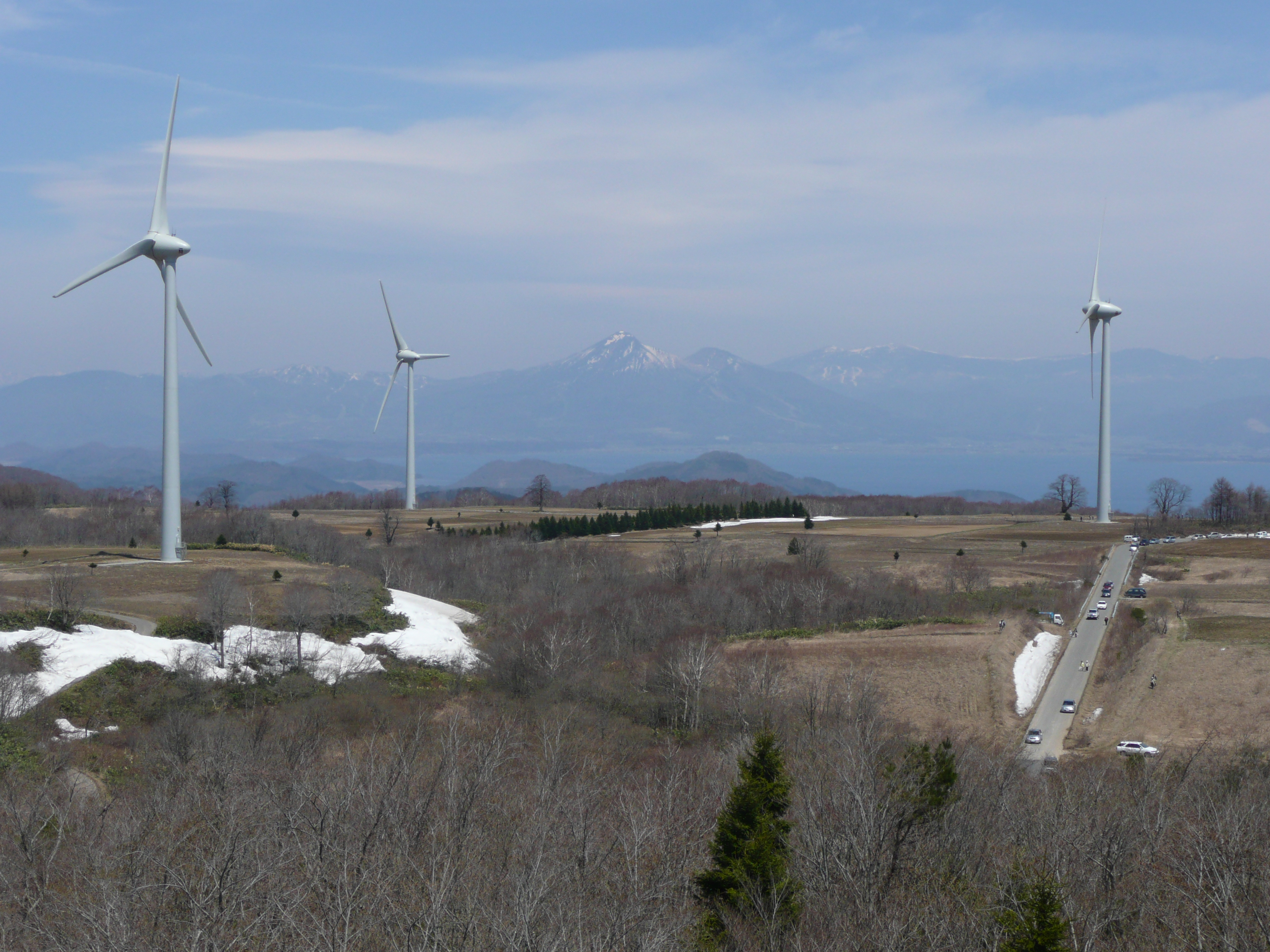
布引高原から望む磐梯山と猪苗代湖
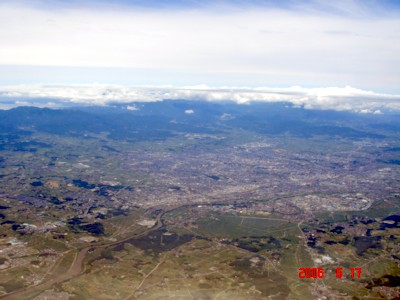
安積原野
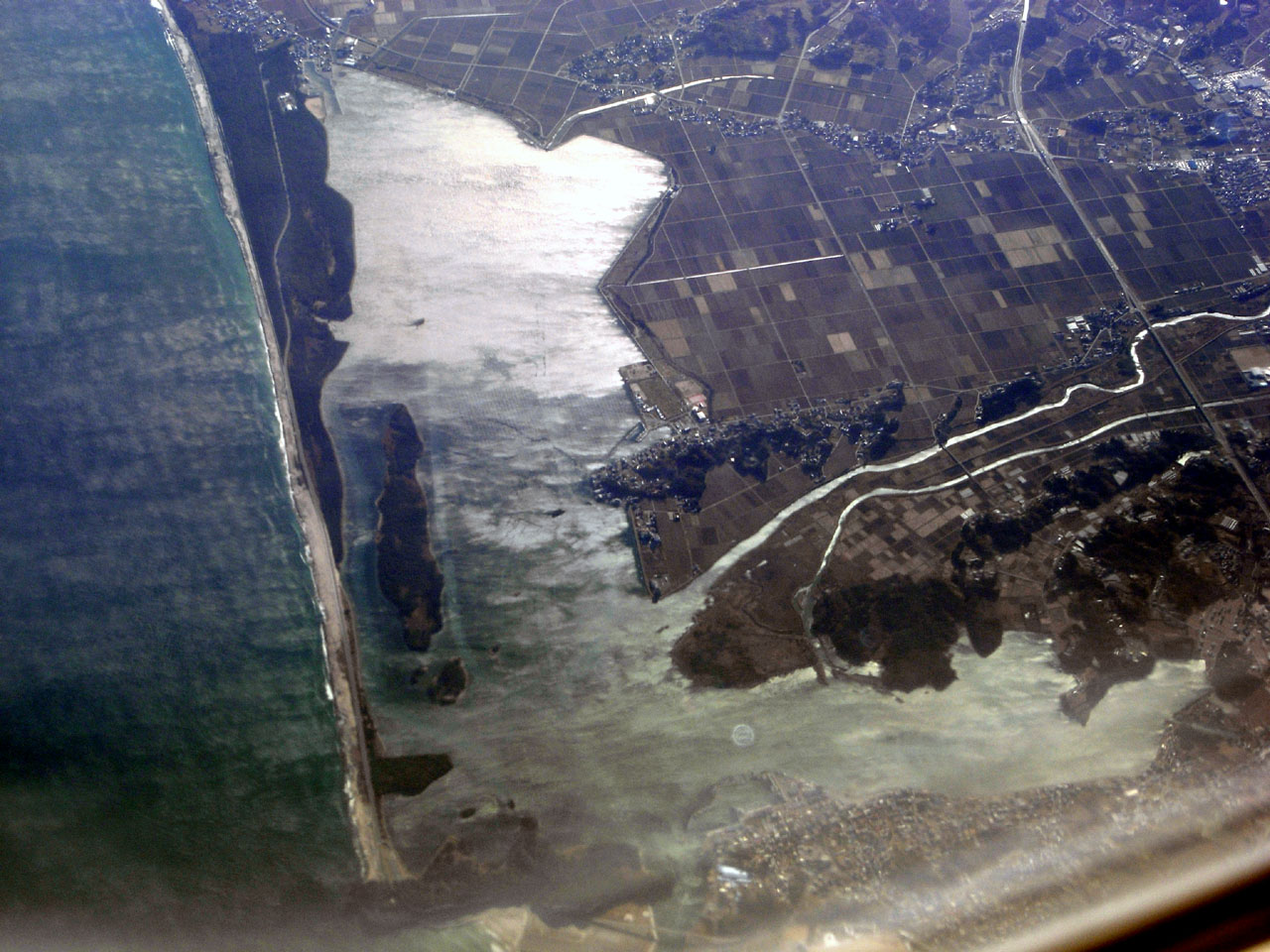
松川浦

### 気候
福島県は東西に広く、さらに海岸や山地の地形装飾を受け、標高差も大きいため同じ県内であっても気候差は大きい。

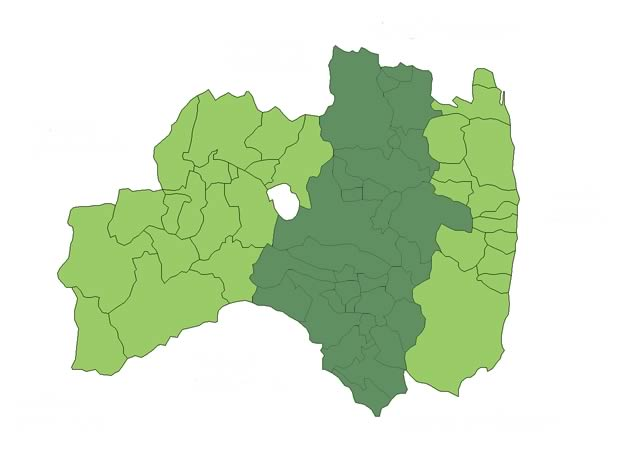
濃い緑の部分が中通り地区

奥羽山脈と阿武隈高地によって、西から順に「会津」「中通り」「浜通り」の三地域に分けるのが一般的あり、日々の天気予報などにおいてさえもこの区分で報道されている。ここでは年間を通じた気候の特色により太平洋岸から「浜通り」「阿武隈高地」「中通り」「会津」の四地域に分けて記述する。
- 浜通り地方 - 太平洋沿岸部は暖流（黒潮）の影響により夏は涼しく、冬は暖かい顕著な海洋性気候である。夏から秋にかけて台風の影響を受けやすい。特にいわき市の小名浜周辺は東北で最も温暖な地域であり（南関東平野部の気候に近い）、降雪も東北では最も少ない。事実、小名浜の1月の平均気温は3.6°Cと、さいたまの3.5°C、佐倉（千葉県）の3.3°C、八王子（東京都）の3.1°Cよりも高い。
- 阿武隈高地 - 標高が高い内陸性気候で、日照時間も多いために放射冷却が効きやすく、氷点下 10 °C を下回ることも少なくないほど冬の寒さが厳しいが、太平洋側気候のために積雪は少ない。夏季は冷害を受けることも多く冷涼である。
- 中通り地方 - 基本的に内陸性気候の特徴が混じった太平洋側気候であるが、阿武隈川流域の西側は冬型の気圧配置が強まると日本海側気候の影響を受け降雪することが多く、福島市の一部などが豪雪地帯に指定されている。降水量は 1,100 - 1,400mmと東北地方の中では少ないほうである。全般に北へ行くほど標高が低くなるので、夏季、冬季ともに温暖になる。したがって、年間を通じて福島盆地が最も気温が高く、桜前線もその標高差により北部の福島盆地 (65m) より始まり、郡山盆地 (240m) 、白河盆地 (360m) と南下して行く。夏の最高気温も最高気温の高い順に福島市、郡山市、白河市となる。福島盆地は夏は酷暑となることが多く、冬は中通り地方の中でも最も降雪の多い地域であるが、曇りの日が多いうえに、標高も最も低いため朝晩の冷え込みは最も弱い。
- 会津地方 - 日本海側気候となり雪の多い地域となっており、全域が豪雪地帯（半数以上が特別豪雪地帯）に属する。また内陸性の気候でもあり寒さは福島県の中でも厳しく、標高の高い地域は−20°C以下にまで下がることもあり、亜寒帯（冷帯）湿潤気候に属する。会津盆地は東北地方の太平洋沿岸、内陸部に冷害をもたらすやませの影響を受けることも少なく、フェーン現象により高温となることがある。只見川流域は日本屈指の豪雪地帯として知られ、その雪解け水を利用した水力発電が盛んである。

| 平年値 （月単位） | 平年値 （月単位） | 浜通り        | 浜通り        | 浜通り        | 浜通り          | 浜通り          | 阿武隈高地    | 阿武隈高地    | 阿武隈高地    | 阿武隈高地      |
| 平年値 （月単位） | 平年値 （月単位） | 相馬          | 浪江          | 広野          | いわき市 小名浜 | いわき市 上遠野 | 飯舘          | 田村市 船引   | 川内          | 小野町 小野新町 |
| ----------------- | ----------------- | ------------- | ------------- | ------------- | --------------- | --------------- | ------------- | ------------- | ------------- | --------------- |
| 平均 気温 (°C)    | 最暖月            | 23.7 （8月）  | 23.6 （8月）  | 23.4 （8月）  | 23.9 （8月）    | 23.9 （8月）    | 22.0 （8月）  | 22.6 （8月）  | 22.1 （8月）  | 22.7 （8月）    |
| 平均 気温 (°C)    | 最寒月            | 1.8 （1月）   | 2.0 （1月）   | 2.8 （1,2月） | 3.6 （2月）     | 2.1 （1月）     | −1.4 （1月）  | −0.8 （1月）  | −0.8 （1月）  | −1.0 （1月）    |
| 降水量 (mm)       | 最多月            | 238.8 （9月） | 256.6 （9月） | 247.5 （9月） | 205.8 （9月）   | 205.1 （9月）   | 211.9 （9月） | 170.3 （9月） | 218.0 （9月） | 193.1 （9月）   |
| 降水量 (mm)       | 最少月            | 22.1 （12月） | 30.5 （12月） | 35.2 （12月） | 35.0 （12月）   | 32.8 （12月）   | 24.7 （2月）  | 27.8 （1月）  | 32.0 （12月） | 25.2 （1月）    |

| 平年値 （月単位） | 平年値 （月単位） | 中通り        | 中通り        | 中通り        | 中通り            | 中通り        | 中通り        | 中通り        | 中通り        | 中通り        |
| 平年値 （月単位） | 平年値 （月単位） | 白河          | 二本松        | 塙町 東白川   | 福島市 （松木町） | 福島市 茂庭   | 福島市 鷲倉   | 郡山          | 伊達市 梁川   | 石川          |
| ----------------- | ----------------- | ------------- | ------------- | ------------- | ----------------- | ------------- | ------------- | ------------- | ------------- | ------------- |
| 平均 気温 (°C)    | 最暖月            | 23.3 （8月）  | 23.9 （8月）  | 23.6 （8月）  | 25.2 （8月）      | 23.2 （8月）  | 18.1 （8月）  | 24.2 （8月）  | 24.6 （8月）  | 23.6 （8月）  |
| 平均 気温 (°C)    | 最寒月            | 0.2 （1月）   | 0.4 （1月）   | −0.2 （1月）  | 1.4 （1月）       |               | −6.6 （2月）  | 0.7 （1月）   | 1.0 （1月）   | 0.0 （1月）   |
| 降水量 (mm)       | 最多月            | 228.2 （8月） | 182.7 （9月） | 219.2 （9月） | 169.2 （9月）     | 197.0 （9月） | 348.6 （8月） | 178.6 （7月） | 159.7 （9月） | 195.1 （9月） |
| 降水量 (mm)       | 最少月            | 25.0 （12月） | 23.6 （12月） | 29.3 （12月） | 32.5 （12月）     |               |               | 27.0 （12月） | 29.3 （12月） | 30.0 （12月） |

| 平年値 （月単位） | 平年値 （月単位） | 会津          | 会津           | 会津          | 会津          | 会津          | 会津          | 会津          | 会津          | 会津          | 会津          |
| 平年値 （月単位） | 平年値 （月単位） | 北塩原村 桧原 | 猪苗代         | 喜多方        | 若松          | 西会津        | 天栄村 湯本   | 只見          | 南会津町 南郷 | 南会津町 田島 | 檜枝岐        |
| ----------------- | ----------------- | ------------- | -------------- | ------------- | ------------- | ------------- | ------------- | ------------- | ------------- | ------------- | ------------- |
| 平均 気温 (°C)    | 最暖月            | 20.2 （8月）  | 22.3 （8月）   | 24.2 （8月）  | 24.8 （8月）  | 23.9 （8月）  | 21.2 （8月）  | 23.0 （8月）  | 22.6 （8月）  | 22.2 （8月）  | 20.1 （8月）  |
| 平均 気温 (°C)    | 最寒月            | −4.5 （2月）  | −2.4 （1,2月） | −1.2 （1月）  | −0.7 （1月）  | −0.7 （1月）  | −2.2 （1月）  | −1.6 （1月）  | −2.6 （1月）  | −2.7 （1月）  | −3.9 （2月）  |
| 降水量 (mm)       | 最多月            | 234.5 （7月） | 193.1 （7月）  | 200.9 （7月） | 160.1 （9月） | 208.6 （8月） | 245.2 （9月） | 303.4 （1月） | 194.8 （7月） | 185.0 （7月） | 174.8 （7月） |
| 降水量 (mm)       | 最少月            | 114.7 （4月） | 64.3 （2月）   | 81.0 （4月）  | 63.4 （4月）  | 87.5 （4月）  | 65.7 （12月） | 110.0 （4月） | 63.7 （4月）  | 61.0 （3月）  | 79.2 （4月）  |

### 自然公園
- 国立公園
  - 磐梯朝日国立公園
  - 尾瀬国立公園
  - 日光国立公園
- 国定公園
  - 越後三山只見国定公園
- 県立公園
  - 霊山県立自然公園
  - 霞ヶ城県立自然公園
  - 南湖県立自然公園
  - 奥久慈県立自然公園
  - 磐城海岸県立自然公園
  - 松川浦県立自然公園
  - 勿来県立自然公園
  - 只見柳津県立自然公園→2021年10月29日、越後三山只見国定公園に編入され消滅
  - 大川羽鳥県立自然公園
  - 阿武隈高原中部県立自然公園
  - 夏井川渓谷県立自然公園

## 地域
| 区 分 | 日本海側                                            | 奥 羽 山 脈                   | 太平洋側                                             | 太平洋側                                            | 太 平 洋 |
| 区 分 | 会津 （旧若松県） 23.5万人 (13.6%) 5,421km2 (39.3%) | 奥 羽 山 脈                   | 中通り （旧福島県） 106.9万人 (62%) 5,393km2 (39.1%) | 浜通り （旧磐前県） 42万人 (24.4%) 2,969km2 (21.5%) | 太 平 洋 |
|       | 会津 213,566人 （会津若松市他）                     |                               | 県北 441,555人 （福島市他）                          | 相双 105,729人 （南相馬市他）                       |          |
|       | 会津 213,566人 （会津若松市他）                     |                               | 県北 441,555人 （福島市他）                          | 相双 105,729人 （南相馬市他）                       |          |
|       | 会津 213,566人 （会津若松市他）                     | 県中 495,689人 （郡山市他）   |                                                      | 相双 105,729人 （南相馬市他）                       |          |
|       | 南会津 021,055人 （南会津町他）                     | いわき 314,493人 （いわき市） |                                                      |                                                     |          |
|       | 南会津 021,055人 （南会津町他）                     | いわき 314,493人 （いわき市） | 県南 131,397人 （白河市他）                          |                                                     |          |
|       | 南会津 021,055人 （南会津町他）                     | いわき 314,493人 （いわき市） |                                                      |                                                     |          |

福島県の地域区分図

福島県は東西に長い形状をしているが、2つの山地によって浜通り・中通り・会津の3つの地域に分かれており、天気予報でもこの呼称が使われている。東から順に、太平洋と阿武隈高地に挟まれている浜通り、阿武隈高地と奥羽山脈に挟まれている中通り、そして奥羽山脈と越後山脈に挟まれている会津となっている。
地形的に山地で隔てられているために、山越えした地域同士の交流は浅く、気候や文化にも差があり、3地域での同一県として帰属意識は低い。また南北においても城下町として栄えた会津若松を中心とする北会津地方と南会津地方、宿場町だった郡山市をはさんで県北地方と県南地方で歴史の違いや交流が乏しい傾向がある。同様に沿岸部においても相双地方といわき市にもこの傾向があることから、福島県は他県に比較すると一つの県としての統一感に乏しい傾向にある。
以下、人口は2025年6月1日現在の推計人口（福島県の総人口は1,723,615人）。
- 中通り 1,068,641人
- 浜通り 420,222人
- 会津 234,621人

県内は、さらに県庁の出先機関である地方振興局の管内によって7つに分けられている。以下、地方振興局ごとに市町村を記載する。なお、県北の本宮市・安達郡（約3.9万人）が県中に、相双の双葉郡（約1.1万人）がいわきに入るとする地域圏の設定もある。
以下の13市13郡31町15村がある。福島県では、町はすべて「まち」、村はすべて「むら」と読む。東北6県の中で唯一、「ちょう」と読む町が存在しない。

### 中通り
- 由来 - 中通りという名称は中山道に由来する。現在の中山道は、徳川幕府が江戸を中心として引き直した路線で、京都から加納（関ヶ原合戦前の岐阜）、塩尻、高崎を経て江戸（戊辰戦争後の東京）に至る路線である。古代の中山道は「東山道」といい、奈良（後に京都）を始点として、岐阜、塩尻、高崎、宇都宮に至り、宇都宮以北が現在の国道4号沿いに北上する東山道（律令制下の道国制の行政区）の主要街道だった。「中山道」という呼称自体が「東山道」の別称である。この縦貫道は中世には奥大道（おくのだいどう）とも呼ばれた。この縦貫道の名称から、福島県中通り地方は古代から中山道（中仙道）と呼ばれ、中世には仙道（せんどう）とも呼ばれた。なお、高崎から東京に至る関ヶ原合戦後の中山道は、元々は「東山道武蔵路」と呼ばれる東山道（中山道）の支路である。武蔵国はもともと東山道の1国であったが、771年（宝亀2年）に東海道に移管された。
- 気候 - 那須火山帯山麓は豪雪地帯で日本海側気候、それ以外の地域は太平洋側気候に属する。北部の福島盆地は典型的な内陸性盆地型気候で、夏は非常に高温になる。南部は那須高原に連なる高原地帯となるとので、北部に比べると低温傾向がある。そのため、中通りでは桜前線が北部から南部に南下して移動する。降雪はあるが、通常は 数cm - 15cm 程度で、30cm も積もれば大雪といわれる。生活面では降雪よりも夜間の路面凍結が深刻である。
- 文化 - 古来より奥州の玄関口として、街道筋として重要な役割を担った。高度成長期以後は東北新幹線や東北自動車道も整備されており、東京まで新幹線で1 - 2時間、自動車で2 - 3時間ということもあり、東京との結び付きも強めている。
- 中心地 - 北部に福島市、中部に郡山市、そして南部に白河市の、3極が定立している。

県北地方振興局管内 441,555人
福島広域行政圏
- 市
  - 福島市（県庁所在地）
  - 伊達市
- 伊達郡
  - 桑折町
  - 国見町
  - 川俣町

安達広域行政圏
- 市
  - 二本松市
  - 本宮市
- 安達郡
  - 大玉村

県中地方振興局管内 495,689人
郡山広域行政圏
- 市
  - 郡山市（中核市）
  - 須賀川市
  - 田村市
- 田村郡
  - 三春町
  - 小野町
- 岩瀬郡
  - 鏡石町
  - 天栄村
- 石川郡
  - 石川町
  - 玉川村
  - 平田村
  - 浅川町
  - 古殿町

県南地方振興局管内 131,397人
白河広域行政圏
- 市
  - 白河市
- 西白河郡
  - 西郷村
  - 泉崎村
  - 中島村
  - 矢吹町
- 東白川郡
  - 棚倉町
  - 矢祭町
  - 塙町
  - 鮫川村

### 浜通り
- 由来 - 浜通りという名称は陸前浜街道に由来がある。陸前浜街道は、戊辰戦争前には単に「浜街道」や「海道」とも呼ばれた道で、鎌倉以北（関ヶ原合戦後は江戸以北）の東海道に当たる沿岸路線で、現在の国道6号とほぼ一致する沿岸の街道である。奈良時代や平安時代の東海道は、鎌倉以西のみならず、鎌倉以北も含まれており、奈良（後に京都）を始点として、現在の名古屋、浜松、東京（戊辰戦争前の江戸）、水戸を経由して多賀城に至る路線であった。
- 気候 - 太平洋側気候に属する。東北地方としては非常に温暖で、夏は涼しく、冬は乾燥して雪もほとんど降らない。東北地方の他の地域よりも関東地方の沿岸部に近い、穏やかな気候である。
- 文化 - 関東地方東部（茨城県と千葉県）との結びつきが強い。元々は海道で常陸国や下総国と繋がっていた上に、岩城氏が常陸府中（戊辰戦争後の石岡）に源流を持つ常陸平氏の氏族であることや、相馬氏が鎌倉時代初期に下総国相馬郡（現在の茨城県取手から千葉県松戸にかけての地域）から入植したこともあり、茨城県や千葉県に根源を持つ神社仏閣やお祭りなどが少なくない。現在でも、茨城県や千葉県を中心に展開するチェーン店や製造業が福島県浜通りに店鋪や工場を出す、あるいは浜通りに本社を持つチェーン店や製造業が茨城県に店鋪や工場を出すなどの現象がしばしば見られる。
- 中心地 - 夜ノ森以南（旧岩城氏領）はいわき市平地区が中心地だが、夜ノ森以北（旧相馬氏領）は相馬市中村地区と南相馬市原町区に中心が分散している。

相双地方振興局管内 105,729人
相馬広域行政圏
- 市
  - 相馬市
  - 南相馬市
- 相馬郡
  - 新地町
  - 飯舘村

双葉広域行政圏
- 双葉郡
  - 広野町
  - 楢葉町
  - 富岡町
  - 川内村
  - 大熊町
  - 双葉町
  - 浪江町
  - 葛尾村

いわき地方振興局管内 314,493人
- 市
  - いわき市（中核市）

### 会津
- 由来 - 記紀の記述には、崇神天皇（すじんてんのう）が北陸道に遣わした大彦命（おおひこのみこと）と東海道に遣わした建沼河別命（たけぬかわわけのみこと）が、日本海側と太平洋側から遠征して出会ったのが相津（あいづ）だったという記述があり、この相津が後に会津と表記されるようになった説が有力である。他に会津盆地でいくつかの川が合流するために舟運の拠点として会津と呼ばれるようになった、あるいは日本海側と太平洋側の物産を運ぶ隊商が会津盆地で取引をするために会津と呼ばれるようになった、など諸説ある。
- 気候 - 日本海側気候に属する。新潟県と多くの県境を接しており、全国有数の豪雪地帯（一部特別豪雪地帯）である。
- 文化 - 会津藩に由来する文化が色濃く投影されている。また現在の武術武道界に多大な影響を与えた近代最強の武術家とたたえられる大東流合気柔術の武田惣角（たけだそうかく）の出身地（会津坂下町）としても名高い。現在でも会津若松を中心に剣道をはじめとする現代武道や各種の古武術が非常に盛んで、県立高校でも体育の授業に薙刀術があるなどの特色がある。ナショナルジオグラフィック、ヒストリーチャンネル、ディスカバリーチャンネルなどの海外のドキュメンタリー製作でも、武士道や侍文化に関するドキュメンタリーではしばしば会津を例として取り上げる。
- 中心地 - 北部（北会津）は会津若松市が中心地、南部（南会津）では南会津町の旧田島町が中心地となっている。

会津地方振興局管内 213,566人
喜多方広域行政圏
- 市
  - 喜多方市
- 耶麻郡（磐梯町と猪苗代町は会津若松広域行政圏）
  - 北塩原村
  - 西会津町

会津若松広域行政圏
- 市
  - 会津若松市
- 耶麻郡（北塩原村と西会津町は喜多方広域行政圏）
  - 磐梯町
  - 猪苗代町
- 河沼郡
  - 会津坂下町
  - 湯川村
  - 柳津町
- 大沼郡
  - 三島町
  - 金山町
  - 昭和村
  - 会津美里町

南会津地方振興局管内 21,055人
南会津広域行政圏
- 南会津郡
  - 下郷町
  - 檜枝岐村
  - 只見町
  - 南会津町

### 都市圏
都市雇用圏（10 % 通勤圏）の変遷
- 東北新幹線の駅が設置された都市圏は太字。

| 1980年                     | 1990年                         | 1995年                         | 2000年                         | 2005年                              | 2010年                              | 2015年                              |
| -------------------------- | ------------------------------ | ------------------------------ | ------------------------------ | ----------------------------------- | ----------------------------------- | ----------------------------------- |
| いわき 都市圏 34万7408人   | 郡山 都市圏 49万3891人         | 郡山 都市圏 52万1116人         | 郡山 都市圏 53万7493人         | 郡山 都市圏 54万8310人              | 郡山 都市圏 55万4194人              | 郡山 都市圏 54万4662人              |
| 福島 都市圏 34万3063人     | 福島 都市圏 40万4636人         | 福島 都市圏 41万0964人         | 福島 都市圏 41万2353人         | 福島 都市圏 47万0961人              | 福島 都市圏 45万6996人              | 福島 都市圏 45万1044人              |
| 郡山 都市圏 34万1004人     | いわき 都市圏 36万1286人       | いわき 都市圏 36万6207人       | いわき 都市圏 36万5864人       | いわき 都市圏 36万0025人            | いわき 都市圏 34万7667人            | いわき 都市圏 35万0237人            |
| 会津若松 都市圏 19万7672人 | 会津若松 都市圏 19万7213人     | 会津若松 都市圏 19万7316人     | 会津若松 都市圏 18万8686人     | 会津若松 都市圏 24万6056人          | 会津若松 都市圏 23万2992人          | 会津若松 都市圏 22万3807人          |
| 須賀川 都市圏 8万0990人    | 須賀川都市圏は郡山都市圏に包含 | 須賀川都市圏は郡山都市圏に包含 | 須賀川都市圏は郡山都市圏に包含 | 須賀川都市圏は郡山都市圏に包含      | 須賀川都市圏は郡山都市圏に包含      | 須賀川都市圏は郡山都市圏に包含      |
| 原町 都市圏 7万4296人      | 白河 都市圏 8万6678人          | 白河 都市圏 9万5084人          | 白河 都市圏 9万6786人          | 白河 都市圏 9万7136人               | 白河 都市圏 15万0657人              | 白河 都市圏 14万7080人              |
| 白河 都市圏 7万2914人      | 原町 都市圏 7万7162人          | 原町 都市圏 7万7860人          | 原町 都市圏 7万5020人          | 原町 都市圏 7万2837人               | 南相馬 都市圏 11万6919人            | 南相馬 都市圏 10万4571人            |
| 喜多方 都市圏 4万5780人    | 二本松 都市圏 6万6988人        | 二本松 都市圏 6万7268人        | 二本松 都市圏 6万6077人        | 二本松都市圏は 福島都市圏に包含     | 二本松都市圏は 福島都市圏に包含     | 二本松都市圏は 福島都市圏に包含     |
| 二本松 都市圏 4万5568人    | 喜多方 都市圏 6万0818人        | 喜多方 都市圏 6万3413人        | 喜多方 都市圏 5万9701人        | 喜多方都市圏は 会津若松都市圏に包含 | 喜多方都市圏は 会津若松都市圏に包含 | 喜多方都市圏は 会津若松都市圏に包含 |

- 交通の変遷
  - 1982年（昭和57年） - 東北新幹線 大宮 - 盛岡駅間開業
  - 1985年（昭和60年） - 東北新幹線 大宮 - 上野駅間開業
  - 1991年（平成3年） - 東北新幹線 上野 - 東京駅間開業

## 歴史

### 先史
福島県を含む北関東・東北地方における人の足跡は、後期旧石器時代に始まる。県域における遺跡としては平林遺跡（桑折町）や会津若松湊の笹山原遺跡群がある。この遺跡から旧石器時代人が製作し使用したとみられる石器群が発見されている。年代は約2万2000年前の AT よりも下から出土していることから、後期旧石器時代前半に属する。少しくだって約1万5000年前の塩坪遺跡（喜多方市高郷町）から熱を受けた139個のこぶし大の石がまとまって発見された。
この時代はまだ土器がなく、焼石は食材を直接加熱するのに使用されたのであろう。

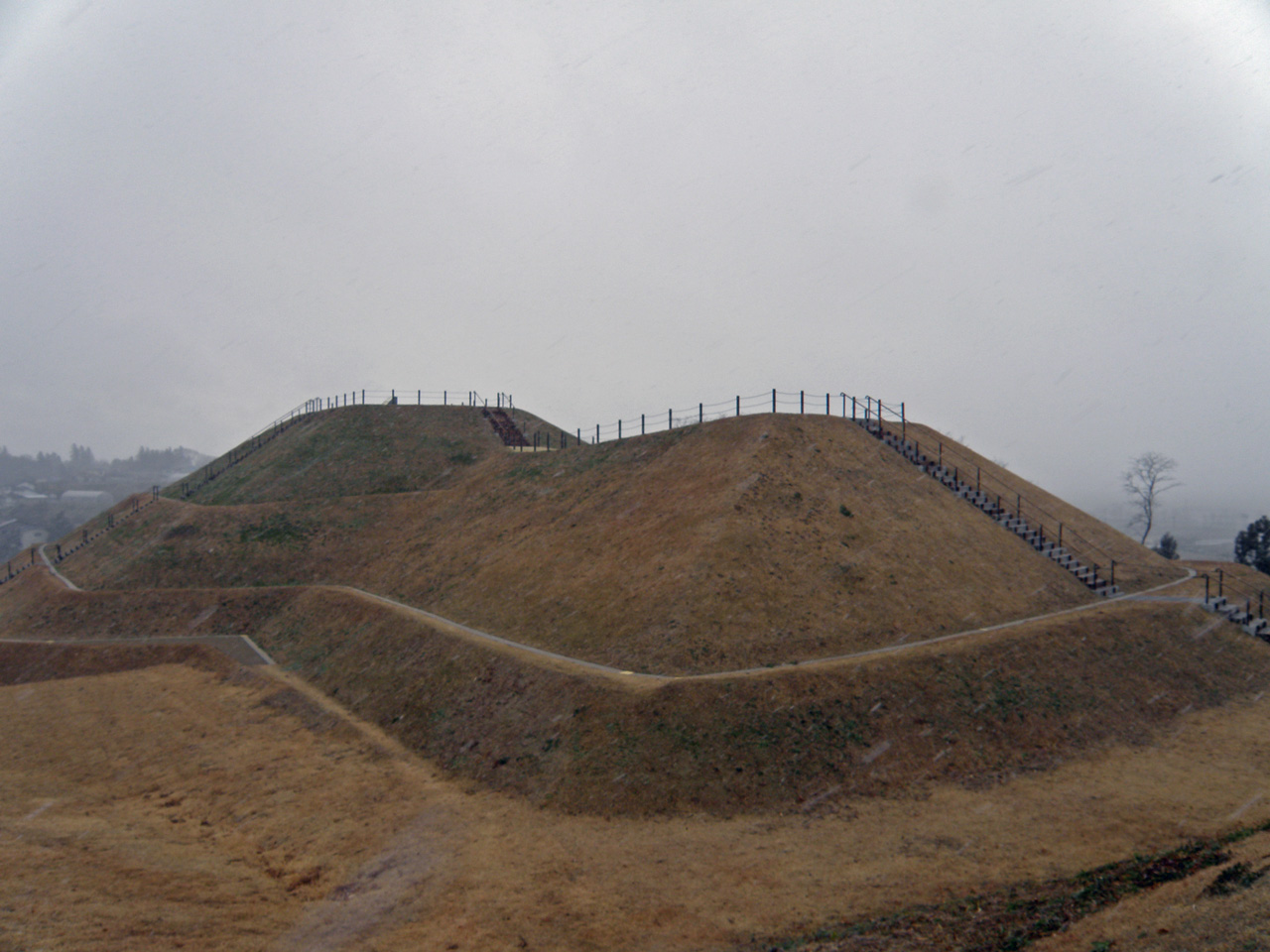
東北地方最大の前方後方墳・大安場古墳

縄文時代・弥生時代を経て古墳時代に入るが、福島県は大型の古墳が少ない東北地方にあって大安場古墳（郡山市、前方後方墳、全長約 83m）、会津大塚山古墳（会津若松市、前方後円墳、114m 、4世紀後半、東北最古級、割竹形木棺検出、三角縁神獣鏡出土）、亀ヶ森・鎮守森古墳（会津坂下町、前方後円墳、127m）などの大型の古墳が集積する。
古墳時代、畿内に前方後円墳が登場するのとほぼ同時期に会津地方でも前方後円墳が作られ始めており、すでに大和朝廷の影響下にあったことが窺える。古墳時代中期以降は、会津地方の古墳造営が減少し、代わって県南地方で盛んに古墳が作られた。県南地方の前方後方墳は隣接する那須地方（那須国造）から連続しており、南那須地方から県南地方一帯は古墳街道ともいうべき古墳集積地帯ともなっている。

### 古代
5世紀にはすでに北関東・東北の一部までがヤマト王権の影響下にあったと思われ、福島県域においても各国に国造が成立した。当初、大和朝廷の勢力圏は福島県域が北限であり、蝦夷勢力圏との境界に当たる信夫国（福島盆地）などの国には防備の任もあった。
また、関東や近畿地方などから、盛んに開拓のための移民も行われている。その後、国は評（こおり）と呼び名が代わり、陸奥国に再編された。また、大和朝廷の勢力圏も宮城県域、あるいはさらに北に拡大し、信夫評（しのぶごおり）も「北端」ではなくなった。
701年（大宝元年）の大宝律令の施行時には陸奥国となり、評は郡、評司（国造）は郡司になった。拡大した陸奥国から718年（養老2年）に石城国と石背国が分置された。
- 石城国 - 菊多郡、石城郡、標葉郡（しねはぐん or しめはぐん）、行方郡（なめかたぐん）、宇太郡、曰理郡（わたりぐん）の6郡
- 石背国（いわせのくに） - 信夫郡、安積郡、石背郡、白河郡、会津郡の5郡

現福島県域は石城国または石背国に属することとなり、陸奥国の領域ではなくなった。
分置後も蝦夷との戦いが続き、東北全体（陸奥・出羽）で戦う必要性起こってきたので、724年（神亀元年）までには石城国と石背国は再び陸奥国に合併された。これらの郡は、その後、人口の増加などにより、さらに再分割されている。例えば信夫郡から伊達郡が分割され、安積郡からは安達郡などが分割され、会津郡も耶麻郡を始め多くの郡に分割された。

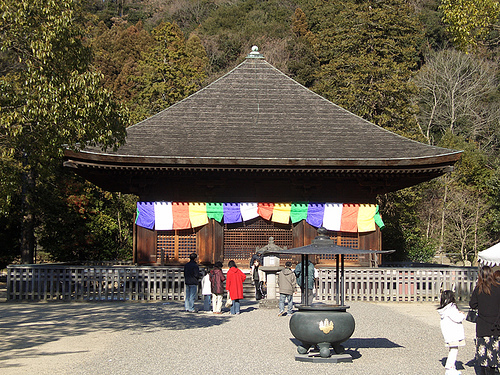
白水阿弥陀堂（国宝）

- 現在、福島県域は岩盤が固くて地震が少ないから「岩代国」と呼ぶ、という説があるが、これは「岩」という文字のイメージから生まれた俗説である。岩代国の由来は石背国にある。石背国の読み方は本来「いわせ」であったが、後に山背を「やましろ」と読むのに習って「いわしろ」とも読むようになったと思われる。明治旧国名では「いわしろ」の読みを採用し、「岩代」の文字を当てた。

平安時代には会津で恵日寺が強大な勢力を得たが、平安時代末期にはほぼ福島県全域が奥州藤原氏の勢力下に入り、藤原氏一族の信夫佐藤氏が福島盆地を本拠地として、中通りの中部まで、恵日寺後退後の会津、山形県置賜地方まで支配するまでになった。平安末期、福島県内で他には中通りの石川氏、浜通りの岩城氏があった。石川氏は清和源氏の流れで前九年の役に従軍して石川郡に定住した。岩城氏は桓武平家の氏族で、藤原清衡の養女を妻に迎えて石城郡に定住したとも石城郡司の子孫とも言われる。
国宝白水阿弥陀堂は平安時代末期1160年（永暦元年）に岩城則道の菩提を弔うために建立されたものである。

### 鎌倉開府から戦国時代まで

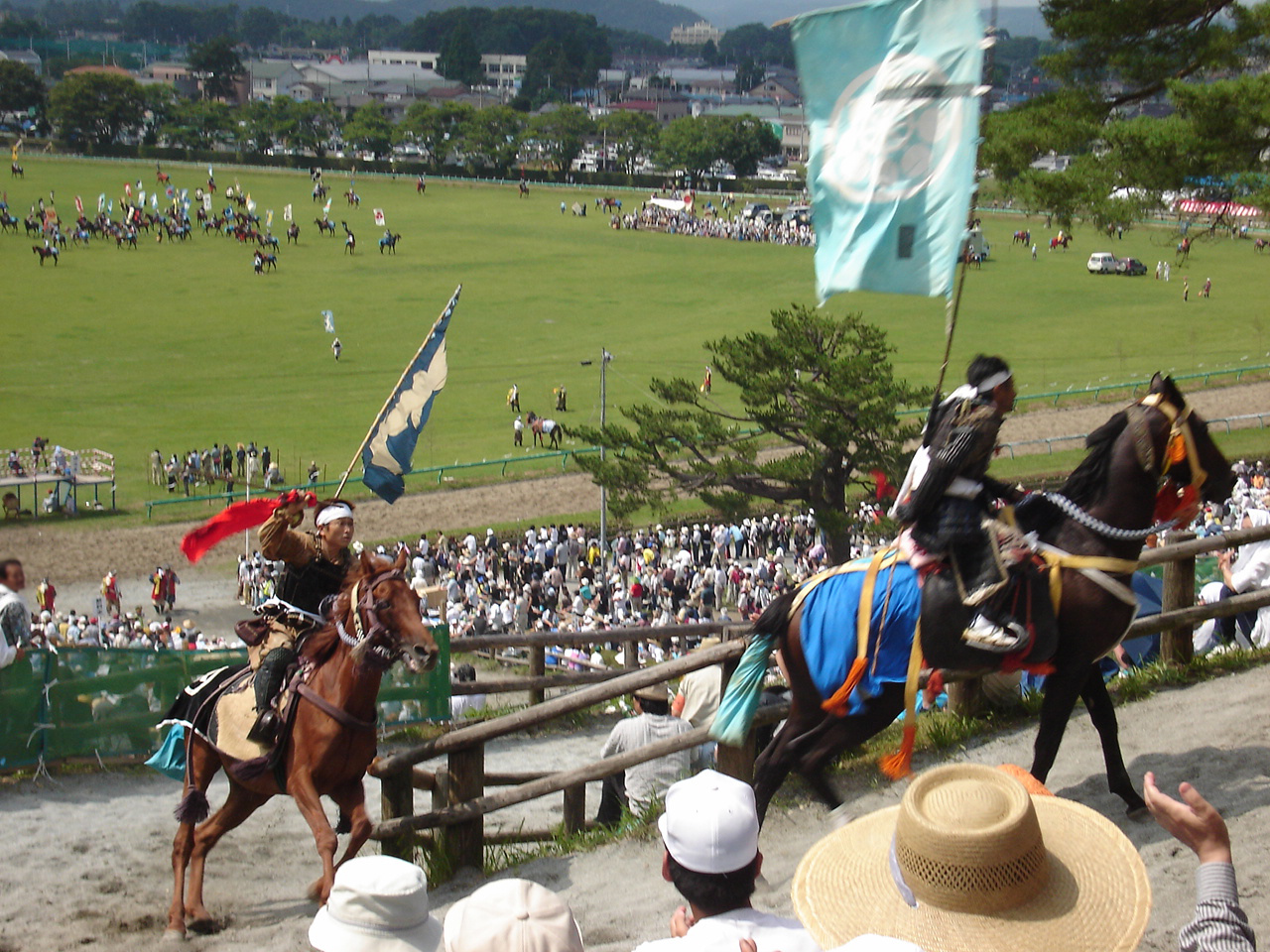
相馬野馬追

中世においては源頼朝が鎌倉に幕府を開府し東国において自立するが、頼朝は東北において奥州征伐により奥州藤原氏を滅ぼす。
県域においては信夫佐藤氏が信夫荘（信夫郡の西北、松川以北）に押し込められると、鎌倉による論功行賞で福島県内は伊達氏、相馬氏、二階堂氏、蘆名氏、畠山氏、結城氏など、多数の関東武士団に細分化された。南北朝の動乱においては結城氏の一族である白河結城氏が台頭し、白河結城氏を主力とする南朝方が大いに優勢となったが、しばらくすると相馬氏など北朝方が盛り返し、白河結城氏など多くの諸氏は奥州管領や鎌倉公方の支配を受けるようになる。
戦国時代に北関東・東北においては一国以上の領国を持つ戦国大名は少なく中小の地域勢力が分立する傾向をもっているが、伊達氏は伊達稙宗が南奥羽で外征や婚姻外交を繰り返し南奥羽のほとんど大名が勢力下に入るが天文の乱を起こし衰退したり、白河結城氏が衰退し代わって岩城氏が勢力を盛り返すなど、栄枯盛衰は止むことはなく、隣接する常陸国佐竹氏や越後国上杉氏の影響も受けるようになるが、最終的には蘆名氏や相馬氏、二本松氏などを圧倒した伊達氏の伊達政宗が短期間ではあるが、福島県域の浜通りを除く大半を領有することになる。
- 相馬野馬追は、相馬氏の遠祖・平将門が領内の下総国相馬郡小金原（現在の流山から松戸に広がる地域）に野生馬を放し、敵兵に見立てて軍事訓練をした事に始まると言われている1000年以上の歴史を持つ神事である。

### 豊臣政権と徳川藩政時代

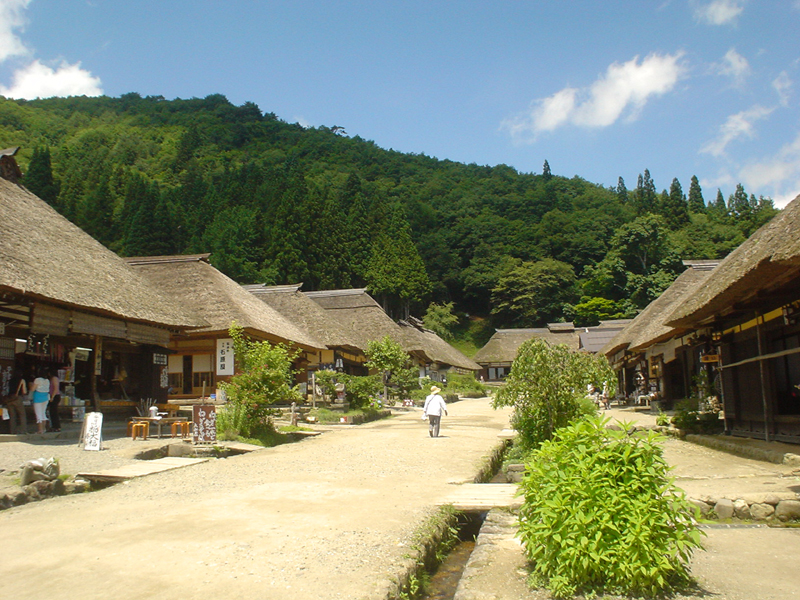
重要伝統的建造物群保存地区
大内宿

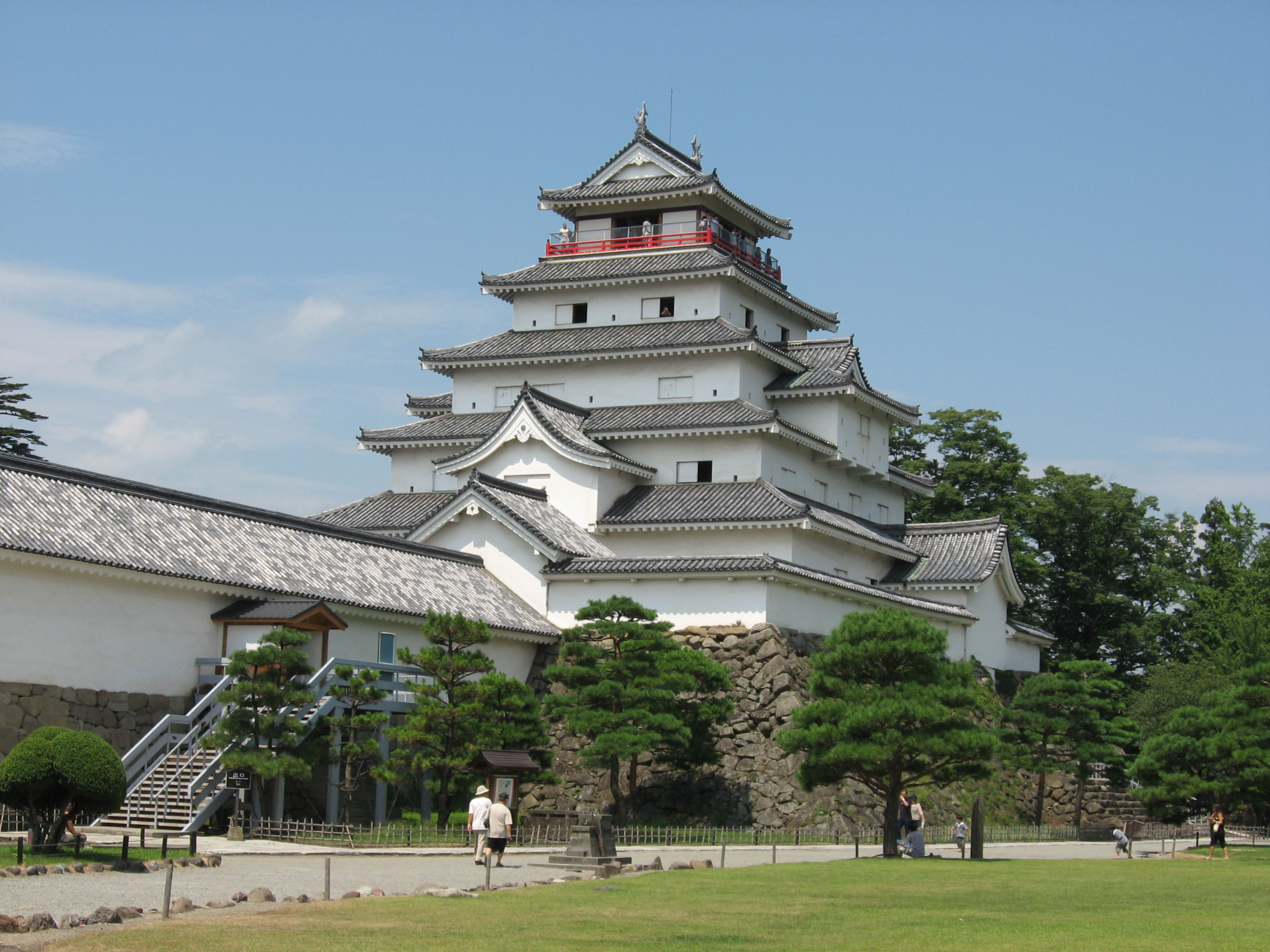
若松城（鶴ヶ城）

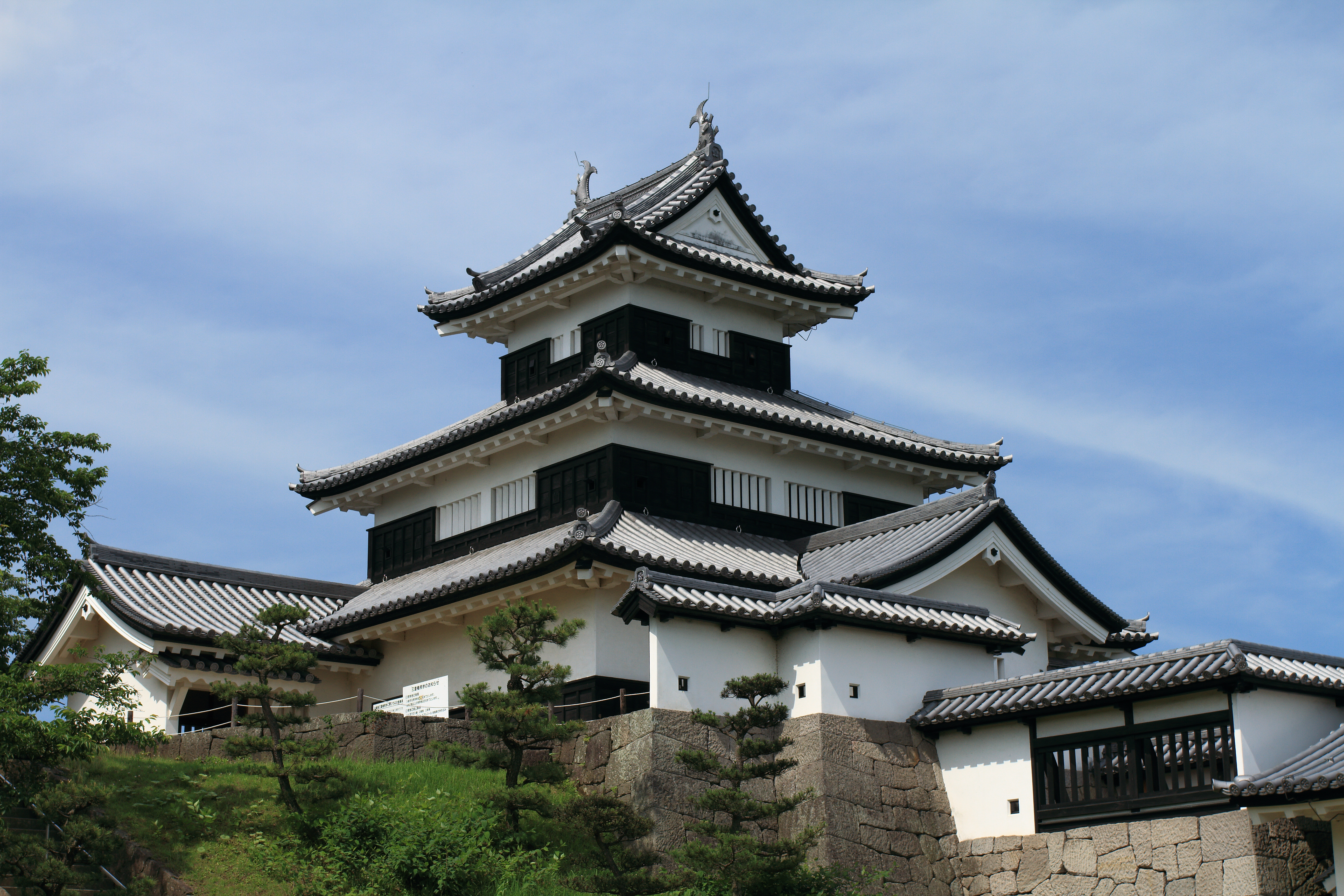
白河小峰城

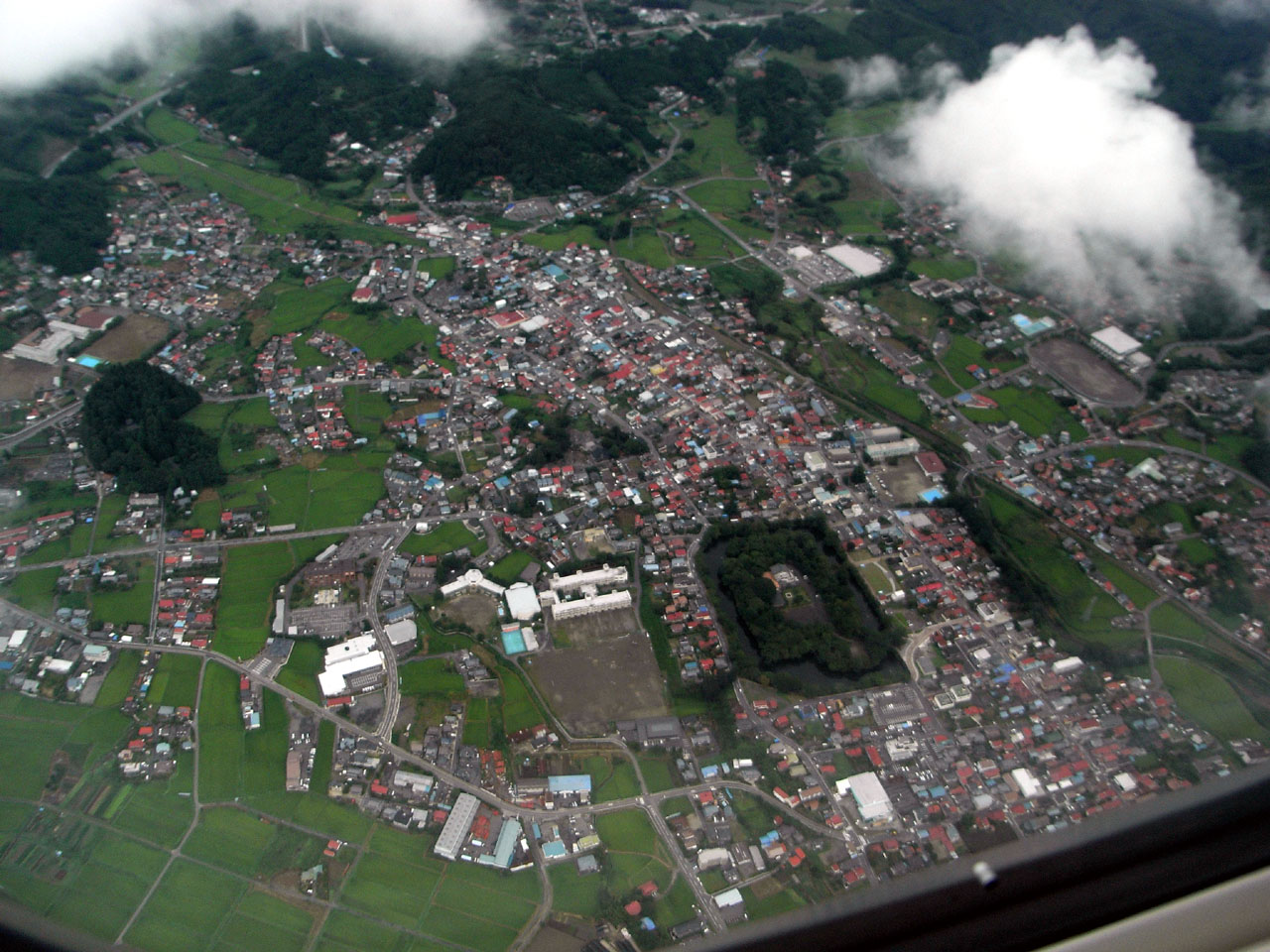
本丸お堀がきれいに残る棚倉城跡

豊臣秀吉による奥州仕置により伊達政宗が伊達氏の元の本領以外没収され、会津には蒲生氏郷が入る。翌年の葛西大崎一揆の戦後処理で伊達政宗が岩出山に移封させられると、蒲生氏郷が福島県中通り以西のほとんどを領有した。しかし子の蒲生秀行は会津から宇都宮に移され、代わって越後国の上杉景勝が会津120万石を得て福島県の中通り以西のほとんどの地域と山形県の置賜地方を領有した。なお、葛西大崎一揆の原因を作ったとして所領を奪われた岩出山の旧領主の木村吉清は、後に許されて蒲生氏郷に仕えて杉目城主となった。吉清は杉目を「福島」と改称し、今日の県名の由来となっている。
関ヶ原の戦いによって上杉景勝は信夫郡伊達郡を除く福島県域の所領を失い、30万石となる。代わって会津には蒲生秀行が再度入封し、会津藩60万石が成立する。が、2代目の蒲生忠郷が早世し伊予松山藩に移ることになる。次に1627年加藤嘉明が40万石で会津に入封するが、これも2代目加藤明成で会津騒動を起こして領地を徳川幕府に返上した。そして、1643年に松平氏保科正之が23万石で入封し、この松平氏会津藩が戊辰戦争まで続くことになる。
一方、信夫郡と伊達郡も1664年に上杉氏米沢藩から召し上げられ、会津藩以外の大藩はなくなり、会津と浜通り夜ノ森以北（相馬氏領）を除く県内のほとんどの地域で、江戸時代を通じて小・中藩、天領が入り乱れて激しく変遷した。尚この間白河藩は一時徳川譜代となり、寛政の改革を主導した松平定信など中央の名門家から城主が入り文人政治が行われた。
江戸時代に会津若松と日光街道を結んだ重要な交通路会津西街道（下野街道）の宿場大内宿が当時の街並みのまま重要伝統的建造物群保存地区として残され往時を偲ばせる。

### 幕末から福島県成立まで
- 1868年 - 1869年、戊辰戦争
  - 会津戦争
  - 白虎隊

諸外国の接近によって、幕府の政治が停滞。その中で尊王攘夷や開国といった主導で日本を立て直そうとする各藩の武士たちが京都に押し寄せた。白河藩主阿部正外は江戸老中として諸外国との折衝にあたり、神戸港を開港したことで攘夷派の公家などの反感を買い老中を罷免され、白河藩は棚倉へと移封され藩主不在となったにもかかわらず、東西両軍にとって要衝の地と目された白河は戊辰の一大激戦地となる悲劇を生むこととなった。当代の会津藩主松平容保は京都守護職となり、京都の治安維持を担った。そして禁門の変では、孝明天皇を奪取しようとした長州藩勢から御所を守り抜いた。
しかし、大政奉還後の新政府から徳川を排除する意思を固めていた薩長同盟（薩摩藩・長州藩）との衝突が鳥羽・伏見の戦いから生じ、敗れた旧幕府側は朝敵とされた。新政府への恭順を良しとしない主戦派が逃れた結果、戦禍が東北にまで伸びてしまった。圧倒的な西洋戦法を有する薩長の軍勢に、会津藩士は元より、奥羽越列藩同盟の磐城平藩や中村藩などでも各藩の勢力は徹底して反撃を繰り返したが、降伏してしまった。
- 廃藩置県

江戸時代幕末に置かれた藩及び城郭、交代寄合陣屋としては会津藩、支城の猪苗代城、二本松藩、棚倉藩、中村藩、三春藩、磐城平藩、福島藩、泉藩、湯長谷藩、下手渡藩、水戸藩支藩の守山藩、幕末に徳川幕府直轄地となった白河城、仙台藩の支城谷地小屋城などがあり、交代寄合の溝口家の横田陣屋、その他に代官陣屋もあった。
代表的な藩主

会津松平家家紋 (会津三つ葵)
福島藩主板倉家定紋 (九曜巴)
二本松藩主丹羽家家紋 (筋交紋)
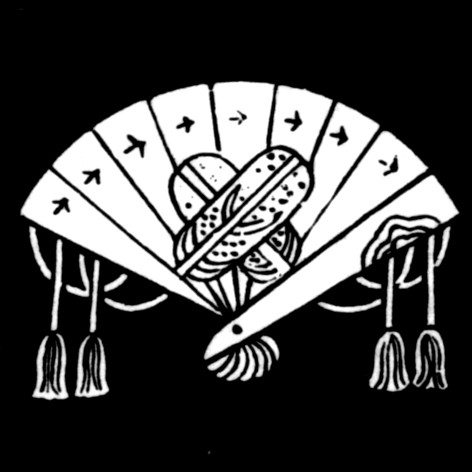
三春藩主秋田家家紋 (檜扇に違い鷹の羽)
相馬家家紋 (九曜)

明治初期、版籍奉還後の1869年（明治2年）の太政官令により、陸奥国（むつのくに）南端である現在の福島県域は陸奥国から分離し、西側が岩代国（いわしろのくに）、東側が磐城国（いわきのくに）となった。岩代国は現在の福島県中通り地方の中北部と会津地方。磐城国は現在の福島県中通り地方南部と福島県浜通り地方と宮城県南部（亘理郡、伊具郡、刈田郡）にほぼ相当する。
明治2年7月20日（1869年8月27日）、福島藩が重原藩に移封され幕府領となっていた伊達郡、信夫郡を管轄するために福島県（第1次）が設置され、安達郡の二本松藩領37村、伊達郡の幕府領42村、盛岡藩領8村、棚倉藩領4村、館藩領2村、信夫郡の幕府領43村、重原藩領19村、足守藩領11村、新発田藩領8村、関宿藩領6村、二本松藩領4村、棚倉藩領2村、宇多郡の幕府領1村を管轄した。この第1次福島県は後述の二本松県（第2次）に統合され、わずか2年で廃止されている。
1871年（明治4年）7月（旧暦）の廃藩置県で全国に多数の県が生まれた後、同年11月（旧暦）に現在の福島県域は、岩代国の会津地方（旧会津藩領の越後国蒲原郡の一部［のち東蒲原郡］を含む）が若松県、岩代国と磐城国からなる中通り地方が二本松県（第2次、二本松県になって、わずか12日間後に県庁が信夫郡福島町に移転、福島県に改称したのでほとんど機能はしていない）、磐城国はほぼそのまま磐前県（いわさきけん）の3つの県として統合された。
1876年（明治9年）8月21日に、福島県（第2次）、若松県、磐前県が合併され、現在の福島県（第3次）が成立した。その際、磐前県北部（亘理郡、伊具郡、刈田郡）が宮城県に、磐前県南部の一部が茨城県に移管され、さらに1886年（明治19年）に東蒲原郡が新潟県へ移管されて、現在の福島県域になった。これらの変遷は最後の東蒲原郡移管を除いて、1869年（明治2年）の藩の制度化の後、1871年（明治4年）の廃藩置県から1876年（明治9年）までの短期間に行われた。

### 福島県成立後
- 1882年（明治15年）、 福島事件が発生。
- 1888年（明治21年）7月15日、磐梯山噴火（檜原湖・小野川湖・秋元湖が形成される）。
- 1891年（明治24年）9月1日、東北本線全通。
- 1894年（明治27年）12月26日、信夫郡福島町で県内初めて電灯が点灯。
- 1895年（明治28年）信夫郡庭坂村に県内初の水力発電所完成。
- 1899年（明治32年）4月1日、北会津郡若松町が市制施行し、若松市（現会津若松市）となる。
- 1900年（明治33年）7月17日、安達太良山大噴火。
- 1907年（明治40年）4月1日、信夫郡福島町が市制施行し、福島市となる。
- 1910年（明治43年）4月、若松－坂下間に県内初の乗合バス路線が開業。
- 1917年（大正6年）8月13日、米騒動発生。
- 1922年（大正11年）4月1日、福島高等商業学校（後の福島大学）が発足。
- 1924年（大正13年）9月1日、安積郡郡山町・小原田村が合併・市制施行し、郡山市となる。
- 1937年（昭和12年）6月1日、石城郡平町・平窪村が合併・市制施行し、平市となる。
- 1940年（昭和15年）、福島県の全新聞が福島民報に統合（一県一紙完成）。
- 1942年（昭和17年）10月、歩兵第29連隊（会津若松）、ガダルカナル島の戦いにおいて2,200名戦死。
- 1944年（昭和19年）11月、東邦銀行が福島貯蓄銀行を合併し、県内唯一の地方銀行となる（一県一行完成）。
- 1945年（昭和20年）4月2日、郡山空襲。
- 1949年（昭和24年）4月1日 - 西白河郡白河町・大沼町が合併・市制施行し、白河市となる。
- 1956年（昭和31年）5月、県が財政再建団体となる。
- 1974年（昭和49年）1月、会津地方で記録的豪雪。
- 1986年（昭和61年）8月5日、8.5水害発生。
- 2011年（平成23年）3月11日14時46分ごろ、三陸沖を震源とするM9.0の東北地方太平洋沖地震が発生（東日本大震災）。県内の大部分が震度5弱-6強の激しい揺れに襲われた。また浜通り地方を大津波が襲い、東京電力の福島第一原子力発電所に被害が及ぶ（福島第一原子力発電所事故）など多くの爪痕を残した。
- 2016年（平成28年）11月22日5時59分ごろ、福島県沖を震源とするM7.4の福島県沖地震 (2016年)が発生。
- 2019年（令和元年) 10月、令和元年東日本台風により、県内に大雨特別警報を発令。阿武隈川・夏井川流域での氾濫及び堤防決壊や土砂災害などで死者30名を出した。
- 2021年（令和3年）2月13日23時07分ごろ、福島県沖を震源とするM7.3の福島県沖地震 (2021年)が発生。
- 2022年（令和4年）3月16日23時36分ごろ、福島県沖を震源とするM7.4の福島県沖地震 (2022年)が発生。
  - 10月1日、県は只見線会津川口駅 - 只見駅間の施設を保有、運営は引き続きJR東日本が担う[11][12]。

## 人口
| 増加 10.0 % 以上 7.5 - 9.99 % 5.0 - 7.49 % 2.5 - 4.99 % 0.0 - 2.49 % | 減少 0.0 - 2.5 % 2.5 - 5.0 % 5.0 - 7.5 % 7.5 - 10.0 % 10.0 % 以上 |

福島県市町村人口増減率分布図（2015年度と2020年度国勢調査から算出）
増加
10.0 % 以上
7.5 - 9.99 %
5.0 - 7.49 %
2.5 - 4.99 %
0.0 - 2.49 %
減少
0.0 - 2.5 %
2.5 - 5.0 %
5.0 - 7.5 %
7.5 - 10.0 %
10.0 % 以上
値無し（2015年の人口が0人）

福島県の人口は1998年1月の213.8万人をピークに減少傾向にある（全国17位）。人口趨勢としては、戦後直後では160万人前後であったが、その後は第一次ベビーブームの影響で急増し、1957年（昭和32年）3月には209.9万人まで増加した。しかしその後は、1958年（昭和33年）～1972年（昭和57年）までは首都圏への大幅な人口流出により、人口減少が続いて、1972年（昭和47年）4月には192.7万人となった。その後は第二次ベビーブームの影響で再び増加に転じ、1978年（昭和53年）7月には再び200万人台になった。さらに、1989年（平成元年）11月には初めて210万人を超え1998年（平成10年）1月には過去最多の213.8万人を記録した。しかしその後は再び減少に転じ、2005年に210万人を割った。そしてさらに、2011年（平成23年）3月11日に起きた東日本大震災の影響で人口減少は大幅に拡大し、7月には33年ぶりに200万人台を割った。さらに、2016（平成28年）年には190万人台を割り、2022年（令和4年）には180万人台を割った。2024年（令和6年）現在の人口は174万人となっておりピークより約40万人減少した。特に2010年以降は合計で約30万人減少していて、人口減少に歯止めがかからない。
合計特殊出生率が1.53（2018年）あり、これは東日本では群を抜いて高い（次ぐ山形県が1.48）。ただし、合計特殊出生率が高い県は九州や中四国など西日本に集中しており、全国的には20位に過ぎない。
| |                                        |  |
| 福島県と全国の年齢別人口分布（2005年） | 福島県の年齢・男女別人口分布（2005年） |  |
| ■紫色 ― 福島県 ■緑色 ― 日本全国 | ■青色 ― 男性 ■赤色 ― 女性              |  |
| 福島県（に相当する地域）の人口の推移 \| 1970年（昭和45年） \| 1,946,077人 \| \| \| 1975年（昭和50年） \| 1,970,616人 \| \| \| 1980年（昭和55年） \| 2,035,272人 \| \| \| 1985年（昭和60年） \| 2,080,304人 \| \| \| 1990年（平成2年） \| 2,104,058人 \| \| \| 1995年（平成7年） \| 2,133,592人 \| \| \| 2000年（平成12年） \| 2,126,935人 \| \| \| 2005年（平成17年） \| 2,091,319人 \| \| \| 2010年（平成22年） \| 2,029,064人 \| \| \| 2015年（平成27年） \| 1,914,039人 \| \| \| 2020年（令和2年） \| 1,833,152人 \| \| |                                        |  |
| 総務省統計局 国勢調査より |                                        |  |
| 1970年（昭和45年） | 1,946,077人                            |  |
| 1975年（昭和50年） | 1,970,616人                            |  |
| 1980年（昭和55年） | 2,035,272人                            |  |
| 1985年（昭和60年） | 2,080,304人                            |  |
| 1990年（平成2年） | 2,104,058人                            |  |
| 1995年（平成7年） | 2,133,592人                            |  |
| 2000年（平成12年） | 2,126,935人                            |  |
| 2005年（平成17年） | 2,091,319人                            |  |
| 2010年（平成22年） | 2,029,064人                            |  |
| 2015年（平成27年） | 1,914,039人                            |  |
| 2020年（令和2年） | 1,833,152人                            |  |

| 福島県の市の人口、人口密度、可住地人口密度（2005年） | 福島県の市の人口、人口密度、可住地人口密度（2005年） | 福島県の市の人口、人口密度、可住地人口密度（2005年） | 福島県の市の人口、人口密度、可住地人口密度（2005年） | 福島県の市の人口、人口密度、可住地人口密度（2005年） | 福島県の市の人口、人口密度、可住地人口密度（2005年） | 福島県の市の人口、人口密度、可住地人口密度（2005年） |
| 順位                                                 | 人口                                                 | 人口                                                 | 人口密度                                             | 人口密度                                             | 可住地人口密度                                       | 可住地人口密度                                       |
| ---------------------------------------------------- | ---------------------------------------------------- | ---------------------------------------------------- | ---------------------------------------------------- | ---------------------------------------------------- | ---------------------------------------------------- | ---------------------------------------------------- |
| 1位                                                  | いわき市                                             | 354,492人                                            | 郡山市                                               | 447人/km2                                            | 福島市                                               | 1,079人/km2                                          |
| 2位                                                  | 郡山市                                               | 338,834人                                            | 福島市                                               | 387人/km2                                            | いわき市                                             | 1,035人/km2                                          |
| 3位                                                  | 福島市                                               | 297,357人                                            | （本宮市）                                           | 356人/km2                                            | 郡山市                                               | 1,012人/km2                                          |
| 4位                                                  | （会津若松市）                                       | 131,389人                                            | （会津若松市）                                       | 343人/km2                                            | （会津若松市）                                       | 887人/km2                                            |
| 5位                                                  | 須賀川市                                             | 80,364人                                             | 須賀川市                                             | 288人/km2                                            | （伊達市）                                           | 524人/km2                                            |

### 福島県人口動態
2025年現在の人口は173万人となっている。中通り地域の人口減少は緩やかだが、会津や浜通りの人口減少が大きくなっている。
| 実施年 | 人口（人） | 増減人口（人） | 人口増減率(%) | 国内増減率(%) | 増加率全国順位 |
| ------ | ---------- | -------------- | ------------- | ------------- | -------------- |
| 1960年 | 2,051,137  | -              | -             | -             | -              |
| 1965年 | 198.3754   | 67,383         | 3.29          | 5.20          | 34位           |
| 1970年 | 1,946,077  | 37,677         | 1.90          | 5.54          | 32位           |
| 1975年 | 1,970,616  | 24,539         | 1.26          | 7.92          | 39位           |
| 1980年 | 2,035,272  | 64,656         | 3.28          | 4.57          | 28位           |
| 1985年 | 2,080,304  | 45,032         | 2.21          | 3.40          | 27位           |
| 1990年 | 2,104,058  | 23,754         | 1.14          | 2.12          | 18位           |
| 1995年 | 2,133,592  | 29,534         | 1.40          | 1.58          | 18位           |
| 2000年 | 2,126,935  | 6,657          | 0.31          | 1.08          | 31位           |
| 2005年 | 2,091,319  | 35,616         | 1.67          | 0.66          | 34位           |
| 2010年 | 2,029,064  | 62,255         | 2.98          | 0.23          | 37位           |
| 2015年 | 1,914,039  | 115,025        | 5.67          | 0.75          | 46位           |
| 2020年 | 1,833,152  | 80,887         | 4.23          | 0.75          | 37位           |

## 政治

### 県政

#### 歴代知事（公選後）
現在の福島県知事は、内堀雅雄（第21代、2期目）。以外歴代知事を列挙する。冒頭数字は人数を指しており、就任代ではない。
1. 石原幹市郎（1947年4月12日 - 1949年11月30日）
2. 大竹作摩（1950年1月28日 - 1957年7月25日）
3. 佐藤善一郎（1957年8月25日 - 1964年3月23日）
4. 木村守江（1964年5月16日 - 1976年8月11日 収賄容疑に問われ引責辞任）
5. 松平勇雄（1976年9月19日 - 1988年9月18日）
6. 佐藤栄佐久（1988年9月19日 - 2006年9月28日 親族による談合事件で引責辞任）
7. 佐藤雄平（2006年11月12日 - 2014年11月11日）
8. 内堀雅雄（2014年11月12日 - ）

#### キャッチコピー
福島県は、1991年（平成3年）より県のイメージアップ事業で使用するため「うつくしま、ふくしま。」を使用している。これはコピーライターの眞木準の手により提示されたキャッチコピーである。眞木の説明によると、その由来は「古語の『うつくし』は日本の原風景を残した福島に似合っており、『しま』は県土の形がオーストラリア大陸に似ていることから考えた」ものとされる。同年11月27日に福島県で採用が決定し、初年度だけでも2600万円をイメージアップ事業のために投入した。
本キャッチコピーは当初こそ福島県民に対してその意図がなかなか浸透せず、「全国でも例を見ない」「奇抜なイメージデザイン」との見解が寄せられることもあったが、1995年（平成7年）、1999年（平成11年）、2001年（平成13年）の3度の福島県デスティネーションキャンペーン (DC) のキャッチコピーにも用いられ、また、DC と同時期に開催された1995年（平成7年）のふくしま国体と全国障害者スポーツ大会（うつくしまふくしま大会）や、2001年（平成13年）の「うつくしま未来博」などのイベント名との相乗効果により県内外から広く認知されるに至った。
県の観光事業に主に用いられてきたキャッチコピーであったが、うつくしま大橋、うつくしま百名山に見られるように、福島県の美称として固有名詞に「うつくしま」のフレーズが単独で用いられることもある。

#### イメージキャラクター
- キビタン - 福島県のマスコットキャラクター（ゆるキャラ）

元々は 1995年に開催された第50回ふくしま国体のマスコットであり、国体終了後に広告代理店より無償提供され、現在キビタンの版権は福島県のものになっている。

### 国政
衆議院の小選挙区が4。参議院では、全県で1区を構成。

## 経済・産業
第一次産業では水稲、福島市や伊達エリアのモモに代表される果物などの農産物、いわき市のカツオ、郡山市の養殖鯉（出荷量日本1位）などの水産物が主要産物である。
第二次産業では東京首都圏に隣接する至便性のため首都圏より県内に進出する企業も多く製造品出荷額では宮城県を抑え東北地方1位である。電子機器関連の工場の立地が多く、福島市周辺では電子機器、会津若松周辺では半導体、郡山周辺ではプリント基板関連、電子部品、いわき市周辺では電子機器、化学製品、自動車エンジン工場などの立地がある。最近では田村市において自動車電装部品関連企業の誘致にも成功している（2008年現在）。
第三次産業では県内における最大の都市圏は、中通り中部の郡山市を中心とする郡山都市圏であり、周辺地域とともに県内最大の郡山経済圏を形成している。郡山市は仙台市に次いで東北地方第2位の商業年間商品販売額を誇り、商都と呼ばれている。しかし、2006年に施行した県の商業まちづくり条例により、店舗面積6000平方メートルを超える商業施設の郊外への出店は厳しく規制されている。そのため、2018年に開業したイオンモールいわき小名浜などを除いて福島県内には売り場面積が数万平方メートル級の大型店の新規出店がほとんどなく、周辺の宮城県や北関東へ買い物客の流出が目立っている。郊外の大型ショッピングモール規制によって活性化を狙った中心市街地の衰退は止まらず、買い物客の県外流出という悪影響も顕著である。その一方2026年にイオンモール伊達（伊達市）、2027年にショッピングモールフェスタ（郡山市）をリニュアルしてイオンモール郡山が開業予定である。

### 第一次産業
農林水産省による統計では、2009年の都道府県別の農業産出額は福島県が2450億円となり、金額では全国7位である。この内、米の948億円（全国5位）と野菜の546億円を含めた耕作物、つまり耕種の産出額は1931億円であり、肉用牛137億円や生乳97億円、豚100億円、鶏卵123億円を含む畜産は513億円となっており、これらが農業による主な産出額である。漁業に関しては2009年の都道府県別の農業産出額のうち、福島県は養殖での額が不明ながら海面漁業は160億円とされている。また、2008年発表統計データによる青森県（2797億円）、岩手県（2541億円）に次いで東北第3位。県内では農業産出額が多い順に福島市（195億円、県内1位、東北12位）、郡山市（188億円、県内2位、東北14位）、伊達市（140億円、県内3位、東北20位）。
| 1  | 福島市     | 195億円 |
| 2  | 郡山市     | 188億円 |
| 3  | 伊達市     | 140億円 |
| 4  | 須賀川市   | 127億円 |
| 5  | 喜多方市   | 121億円 |
| 6  | いわき市   | 112億円 |
| 7  | 田村市     | 104億円 |
| 8  | 会津若松市 | 104億円 |
| 9  | 南相馬市   | 100億円 |
| 10 | 相馬市     | 99億円  |

| 11 | 二本松市   | 95億円 |
| 12 | 白河市     | 91億円 |
| 13 | 会津美里町 | 62億円 |
| 14 | 矢吹町     | 50億円 |
| 15 | 会津坂下町 | 49億円 |
| 16 | 猪苗代町   | 37億円 |
| 17 | 飯舘村     | 37億円 |
| 18 | 平田村     | 36億円 |
| 19 | 浪江町     | 36億円 |
| 20 | 鏡石町     | 34億円 |

- 主要農産物 福島盆地のモモ、ナシ、あんぽ柿、いわき市のイチゴ、いわきイチジク、会津身不知柿などの果物。会津盆地や郡山盆地他を中心とした水稲。さやいんげんやきゅうりなどの野菜類。
  - 福島盆地のモモは全国有数の生産量を誇りながらも皇室・宮家への献上桃として指定されているなど高品質なことでも知られている。
  - 会津産のコシヒカリは新潟県魚沼産同様高い評価を得ている（2018年（平成30年）現在、特Aクラスを得ている）。
- 主要水産物 いわき市のカツオ、目光、相馬市のホッキ貝、アサリ、海苔、浪江町、旧鹿島町の鮭、県内各所のニジマス、郡山市の養殖鯉など。
- 主要畜産品 旧都路村、葛尾村、飯舘村の牛肉など。

### 第二次産業
2008年発表統計データの製造品出荷額などによると、福島県は5兆5686億円となり東北1位。2位は宮城県（3兆5702億円）、3位は山形県（2兆8692億円）。県内では製造品出荷額などが多い順にいわき市（1兆0701億円、県内1位、東北1位）、郡山市（9667億円、県内2位、東北2位）、福島市（6608億円、県内3位、東北5位）は東北地方有数の工業都市。太平洋に面するいわき市には小名浜港といった大規模な港湾を擁しており、仙台市を上回る東北最大の工業都市である。
| 1  | いわき市   | 1兆701億円 |
| 2  | 郡山市     | 9667億円   |
| 3  | 福島市     | 6608億円   |
| 4  | 会津若松市 | 2946億円   |
| 5  | 白河市     | 2743億円   |
| 6  | 伊達市     | 2544億円   |
| 7  | 本宮市     | 2269億円   |
| 8  | 須賀川市   | 1987億円   |
| 9  | 二本松市   | 1763億円   |
| 10 | 西郷村     | 1624億円   |
| 11 | 相馬市     | 1036億円   |

| 12 | 南相馬市     | 1014億円    |
| 13 | 棚倉町       | 958億円     |
| 14 | （喜多方市） | （916億円） |
| 15 | 泉崎村       | 794億円     |
| 16 | 田村市       | 766億円     |
| 17 | 矢吹町       | 587億円     |
| 18 | 玉川村       | 501億円     |
| 19 | 桑折町       | 476億円     |
| 20 | 三春町       | 455億円     |
| 21 | 鏡石町       | 452億円     |

伝統工芸
- 昭和村のからむし織、旧梁川町のニット製品、絹製品、会津木綿、三春駒、白河だるま、赤べこ、こけし、会津塗、タンスなど桐製品、会津本郷焼・大堀相馬焼などの陶磁器
- 会津地方を中心として日本酒酒蔵が多く、全国的に知名度の高い酒蔵もある。

鉱業
- 浜通り夜ノ森以南には、20世紀前半に常磐炭田と呼ばれる日本有数の炭鉱が存在した。

発電所
福島県は様々な形態の発電所が建設された電源地帯である。同県に送電しない企業も含め、複数の企業が発電所を建設した。
- 水力発電
  - 阿賀川源流域の一つである磐梯高原、猪苗代湖の豊富な水とその落差を利用し、安積疏水、日橋川では水力発電が明治時代より行われ、この地域は日本の近代化に貢献してきた。
    - 猪苗代湖と安積疏水の落差を利用した沼上発電所は、日本で初めての高圧送電を利用した長距離送電が郡山市内まで行われ紡績・繊維産業の発展に貢献した。
    - 日橋川の総発電量は16万キロワット時に及び、その豊富な電力を利用したアルミ製品、金属工業などの近代工業の工場が古くから稼動している。

  - 1930年代に入り、只見川・阿賀川は上流域から下流域までくまなくその水資源を有効活用した水力発電所が各所に設けられ日本を代表する電源地帯となった。
    - カルデラ湖である沼沢湖と宮下ダム湖（只見川）の落差約 220m を利用した揚水式発電所は50年以上の歴史を持つ。

- 原子力発電
  - 浜通り地方の夜ノ森付近では、2011年に福島第一原子力発電所事故が発生するまで、福島第一原子力発電所（大熊。定格 470万kW）と福島第二原子力発電所（楢葉。定格 440万kW）が稼動していた。
- 火力発電
  - 東北電力原町火力発電所、東京電力広野火力発電所、相馬共同火力発電新地発電所、常磐共同火力勿来発電所が稼動している。
- 地熱発電
  - 日本の地熱発電所としては国内最大出力の東北電力・柳津西山地熱発電所（最大出力 65,000kW）が稼動している。
- 風力発電
  - 風車33基を備える発電所出力 65,980kW の国内最大級出力の「グリーンパワー郡山布引」（電源開発の100%子会社）郡山布引高原風力発電所が稼動している。また、田村市には風車23基を備える「ユーラスエナジー滝根小白井」（出力46,000kW）と風車14基を備える「桧山高原風力発電所」（出力28,000kW）が稼働している。

### 第三次産業
- 2008年発表統計データによると、福島県の商業年間商品販売額は、4兆7,206億円となり宮城県（10兆2365億円）に次いで東北2位。県内では商業年間商品販売額が多い順に郡山市（1兆4,515億円、県内1位、東北2位）、福島市（9,150億円、県内2位、東北7位）、いわき市（8,153億円、県内3位、東北9位）[19]。

| 1  | 郡山市     | 1兆4515億円 |
| 2  | 福島市     | 9150億円    |
| 3  | いわき市   | 8153億円    |
| 4  | 会津若松市 | 3432億円    |
| 5  | 須賀川市   | 1280億円    |
| 6  | 南相馬市   | 1239億円    |
| 7  | 白河市     | 1151億円    |
| 8  | 伊達市     | 792億円     |
| 9  | 本宮市     | 755億円     |
| 10 | 相馬市     | 749億円     |

| 11 | 二本松市   | 703億円 |
| 12 | 喜多方市   | 638億円 |
| 13 | 田村市     | 428億円 |
| 14 | 浪江町     | 311億円 |
| 15 | 西郷村     | 283億円 |
| 16 | 矢吹町     | 247億円 |
| 17 | 富岡町     | 243億円 |
| 18 | 南会津町   | 232億円 |
| 19 | 棚倉町     | 227億円 |
| 20 | 会津坂下町 | 224億円 |

- 福島市、会津若松市、郡山市、いわき市をはじめ県内主要各都市では近年大型ショッピングモール、カテゴリーキラーなどの専門店がロードサイド店舗として車で便利な郊外に盛んに立地している。そのため駅前などの中心市街地に立地する商業施設の空洞化が目立つ。2020年に福島市の中合が閉店したことにより、郡山市のうすい百貨店が県内唯一の百貨店となった。
  - 大型ショッピングモール例
    - 下記#主な大型商業施設参照

  - 撤退した中心市街地の大型商業施設例
    - さくら野福島店（福島市）
    - 丸井郡山店（郡山市）
    - トポス郡山店（郡山市）
    - 郡山西武（郡山市）
    - 大黒屋（いわき市）
    - イトーヨーカドー平店（いわき市）
    - 会津サティ（会津若松市）
    - 中合会津店（会津若松市）
    - 中合福島店（福島市）
    - イトーヨーカドー白河店（白河市）
    - イトーヨーカドー福島店（福島市）
    - イトーヨーカドー郡山店（郡山市）
- いわき市には炭鉱より開発された大型温泉観光施設スパリゾートハワイアンズがある。
- 中通りから会津にかけて大型のスキーリゾートが多数存在する。
- 飯坂温泉、磐梯熱海温泉、東山温泉など大型の温泉観光地がある。

#### 主な大型商業施設
- うすい百貨店（郡山市）
- 西部プラザ（郡山市）
- Latov（いわき市）
- いわきエブリア（いわき市）
- Paix Paix（いわき市）
- イオングループ
  - イオン福島店
  - ショッピングモールフェスタ（イオン郡山フェスタ店がキーテナント）
  - イオンいわき店
  - イオンモールいわき小名浜
  - イオンモール伊達（2026年開業予定[20][21]）
  - イオン白河西郷店
  - ショッピングタウンベガ（イオン相馬店がキーテナント）
  - イオンタウン郡山
  - イオンタウン須賀川
  - イオンタウン塩川
  - イオンスーパーセンター鏡石店
  - 南相馬ジャスモール（イオンスーパーセンター南相馬店がキーテナント）
  - イオン広野店
  - イオン浪江店
- セブン&アイホールディングス
  - ヨークベニマル各店
- ドン・キホーテ
  - ドン・キホーテ福島店
  - ドン・キホーテ須賀川店
  - ドン・キホーテ郡山駅東店
  - MEGAドン・キホーテUNY会津若松店
  - MEGAドン・キホーテ ラパークいわき店
- PLANT
  - PLANT5‐大玉店
- ベイシアグループ
  - ベイシア安達店
  - ベイシア白河モール店
- 仙台ターミナルビル
  - エスパル福島
  - エスパル郡山
  - エスパルいわき
- ザ・モール郡山
- メガステージ
  - メガステージ白河
  - メガステージ矢吹
  - メガステージ石川
  - メガステージ須賀川
  - メガステージ田村
  - メガステージ二本松
  - メガステージ会津坂下
- フレスポ
  - フレスポ須賀川グリーンモール
  - フレスポ郡山
  - フレスポいわき泉町

### 福島県の企業

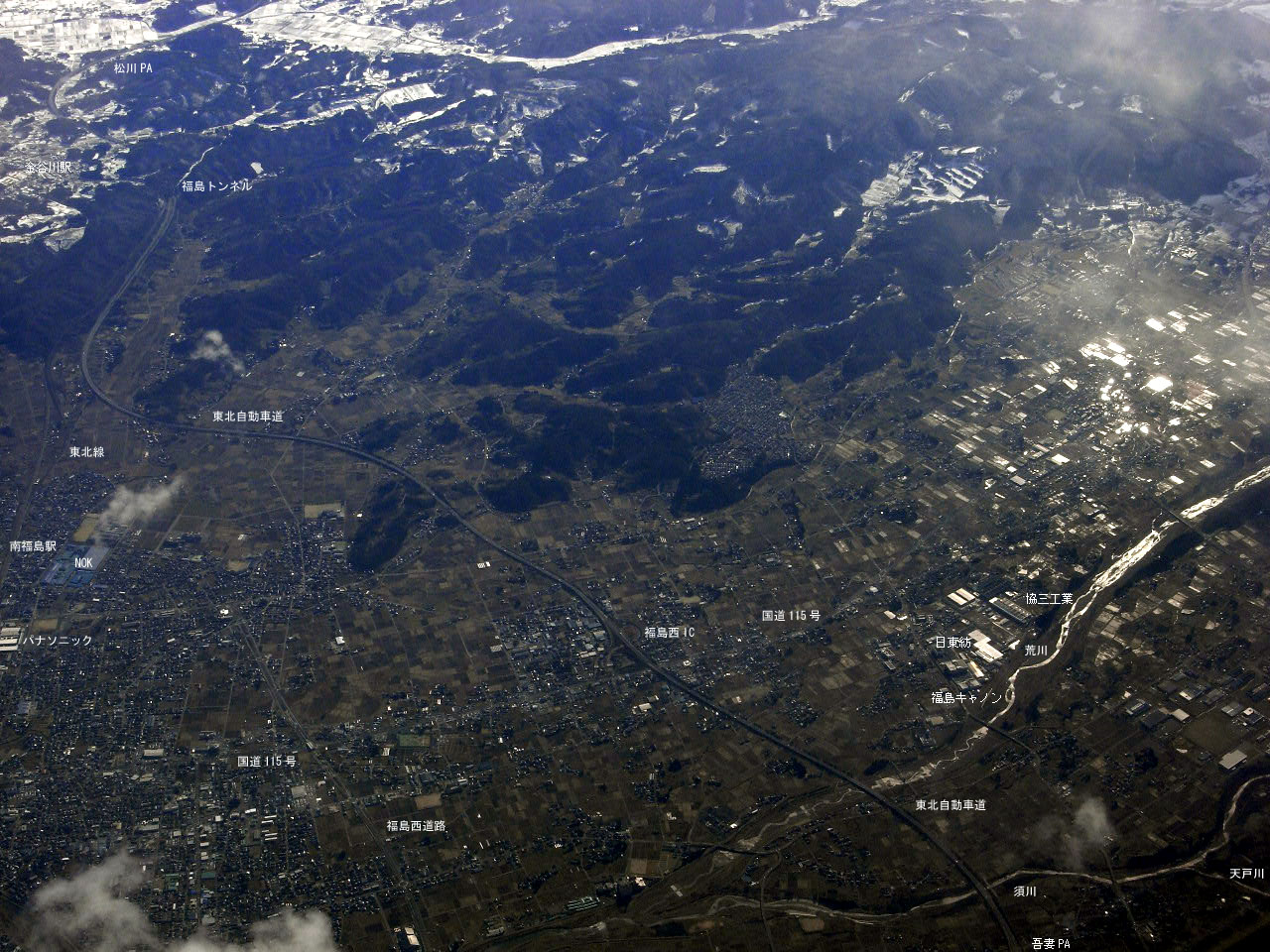
福島市の日東紡、福島キヤノン、NOK、パナソニックなどの工場

#### 福島県に本社のある主な企業
- 東邦銀行（福島市）
- 福島銀行（福島市）
- 日東紡績（福島市）
- 福島テレビ（福島市）
- テレビユー福島（福島市）
- ラジオ福島（福島市）
- 福島民報（福島市）
- 福島民友（福島市）
- 福島キヤノン（福島市）
- アレンザホールディングス（福島市）
- 福島交通（福島市）
- こころネット（福島市）
- 福島中央テレビ（郡山市）
- 福島放送（郡山市）
- エフエム福島（郡山市）
- 大東銀行（郡山市）
- ヨークベニマル（郡山市）
- ゼビオホールディングス（郡山市）
- 幸楽苑ホールディングス（郡山市）
- アサカ理研（郡山市）
- 東北村田製作所（郡山市）
- ニラク（郡山市）
- 東北アルフレッサ（郡山市）
- 酪王協同乳業（本宮市）
- 常磐興産（いわき市）
- ハニーズ（いわき市）
- タンガロイ（いわき市）
- マルト（いわき市）
- リオン・ドールコーポレーション（会津若松市）
- 会津鉄道（会津若松市）
- 会津オリンパス（会津若松市）
- デンソー福島（田村市）
- 阿武隈急行（伊達市）
- 白河オリンパス（西郷村）
- バルサン（矢吹町）

#### 福島県に進出した主な企業
- ヤクルト（福島市）
- NOK（福島市、二本松市、本宮市）
- 富士通（会津若松市）
- 日本テキサスインスツルメンツ（会津若松市）
- アサヒビール（本宮市）
- 小松製作所（郡山市）
- 日本化学工業（郡山市）
- パナソニック（郡山市）
- 保土谷化学工業（郡山市）
- 三菱ケミカル（郡山市、いわき市）
- 三菱電機（郡山市）
- LIXIL（須賀川市）
- ニプロファーマ（鏡石町）
- DIC（平田村）
- 住友ゴム工業（白河市）
- 信越半導体（西郷村）
- 三菱製紙（西郷村）
- IHI（相馬市）
- 堺化学工業（いわき市）
- あすか製薬（いわき市）
- 荒川化学工業（いわき市）
- アルプスアルパイン（いわき市）
- エステー（いわき市）
- FDK（いわき市）
- クリナップ（いわき市）
- クレハ（いわき市）
- 第一三共プロファーマ（いわき市）
- 日産自動車（いわき市）
- 日本製紙（いわき市）
- 三菱マテリアル（いわき市）

## 生活・交通

### 警察
- 福島県警察

### 交通

#### 空港
- 福島空港（地方管理空港）
- ふくしまスカイパーク（農道空港）

#### 鉄道
東京方面との連絡は、東北新幹線および常磐線特急列車である。福島駅は東北新幹線・山形新幹線の連絡駅である他、郡山駅は南北東西方向の要所である。また、いわき駅は東京方面からの直通列車の北限であり、運行上の拠点駅になっている。普通列車は福島交通・阿武隈急行を除いて毎時1本以下となっている。また、営業列車の運用は臨時列車を除きすべて当日中に終了する（=日付越えの運用は行われていない）。
新幹線
- 東北新幹線
- 山形新幹線

JR在来線
- 東北本線
- 奥羽本線（山形線）
- 常磐線・上野東京ライン
- 磐越西線
- 磐越東線
- 只見線（会津川口駅 - 只見駅間のみ第二種鉄道事業者）
  - 会津川口駅 - 只見駅間は福島県が「設置」（保有）する鉄道路線。県が第三種鉄道事業者、JR東日本が第二種鉄道事業者。

- 水郡線
- 福島臨海鉄道（JR貨物）

私鉄（民鉄）路線
- 福島交通 - 飯坂線

第三セクター
- 阿武隈急行
- 会津鉄道 - 会津線
- 野岩鉄道 - 会津鬼怒川線

#### バス路線
国鉄時代、福島県内が東京支社・水戸支社と仙台支社の境目になっていた。このため、地域ごとに分割したJRバスにおいても、日本で唯一2社が営業拠点を設置している県となっている。
- 福島交通
- 会津乗合自動車
- 新常磐交通
- JRバス関東
- JRバス東北
- 桜交通
- 金子建設
- 東北アクセス

#### 道路
高速道路
- E4 東北自動車道
- E49 磐越自動車道
- E6 常磐自動車道
- E13 東北中央自動車道
- E80 あぶくま高原道路

国道

| - 国道4号 - 国道6号 - 国道13号 - 国道49号 - 国道113号 | - 国道114号 - 国道115号 - 国道118号 - 国道121号 - 国道252号 | - 国道288号 - 国道289号 - 国道294号 - 国道352号 - 国道349号 | - 国道399号 - 国道400号 - 国道401号 - 国道459号 |

#### 県道
- 福島県の県道一覧を参照

#### 港湾
- 小名浜港（重要港湾、特定港）
- 相馬港（重要港湾）

### 医療・福祉
災害拠点病院
- 福島県災害拠点病院

保育所
- 福島県保育所一覧

### 教育
大学
国立
- 福島大学（福島市）

公立
- 福島県立医科大学（福島市）
- 会津大学（会津若松市）

私立
- 福島学院大学（福島市）
- 日本大学工学部（郡山市）
- 奥羽大学（郡山市）
- 郡山女子大学（郡山市）
- 東日本国際大学（いわき市）
- 医療創生大学（いわき市）

短期大学
公立
- 会津大学短期大学部（会津若松市）

私立
- 桜の聖母短期大学（福島市）
- 福島学院大学短期大学部（福島市）
- 郡山女子大学短期大学部（郡山市）
- いわき短期大学（いわき市）

通信制大学
- 放送大学 福島学習センター（郡山市）

高等専門学校
- 福島工業高等専門学校（独立行政法人国立高等専門学校機構）（いわき市）

専修学校
- 福島県専修学校一覧

特別支援学校
- 福島県特別支援学校一覧

高等学校
- 福島県高等学校一覧

中学校
- 福島県中学校一覧

小学校
- 福島県小学校一覧

幼稚園
- 福島県幼稚園一覧

学校教育以外の施設
- 福島県農業総合センター農業短期大学校（農業者研修教育施設）（矢吹町）

### マスメディア

#### 新聞社
- 福島民報（本社 : 福島市）
- 福島民友（本社 : 福島市。読売新聞傘下）
- いわき民報（本社 : いわき市）

福島民報と福島民友は、いずれも県紙と言え、いずれも47NEWSに加盟している。戦時中の新聞統制で一県一紙となった際は民報がその一紙となったが、戦後すぐに民友が復活している。現在のシェア・発行部数は民報の方が高い。
いわき民報はいわき市に特化した新聞である。民報と付いているが、福島民報とは関係がない。

#### 放送局
本社演奏所の立地として、福島市（県庁所在地。政治的中心地）と、郡山市（商業的中心地）との2都市に分かれるため、立地の違いによって地方ニュースの重点配分や話題に微妙な地域色がでる。しかし、コミュニティFM以外の全放送局とも、放送対象地域は福島県（全域）となっている。また、デジタルテレビ・県域FM局の親局送信所及び補完FM局のメイン送信所は福島市の笹森山に設置されている。
戦後の福島県域2大新聞社である福島民報（毎日新聞系）と福島民友（読売新聞系）や、福島市と郡山市の対立を反映した影響からか、県域対象の民放VHFテレビ局は開局は日本全国で最も遅く、民放FM局も東北6県では最後の開局である。しかし、東北地方に系列局を持たないテレビ東京系列を除く民放テレビ局4局が出揃った時期は1983年（昭和58年）である。これは東北6県のなかでは宮城県に次いで2番目であり、東名阪近辺を除いた全国でも比較的早い。
その影響もあり、県内民放テレビ局第1局となった福島テレビ開局にあたっては県が主導的な役割を果たし、現在も株式の約半数を所有している。この比率はやはり県主導で開局した南隣りのとちぎテレビより高い。
なお、東北地方では唯一通常時全民放TV局で終夜放送を行っていない県である。
以下の通り、AMラジオ局はラジオ単営局であり、民放のラテ兼営局は存在しない。
福島県内では、自治体が免許人となりラジオ中継局を設ける「受信障害対策中継局」を活用している自治体が多く、ラジオの難聴地域である昭和村、葛尾村、広野町（2023年予定）において、NHKラジオ第1放送・ラジオ福島・ふくしまFMの微弱電波による中継局を町村内くまなく設置している。また、いわき市でもこの制度を活用し、いわき市民コミュニティ放送のみの中継局が多数設置されている。
"テレビ局舎外観"
- NHK福島放送局
（福島市）
- 福島テレビ (FTV・福テレ)
（福島市）
- テレビユー福島 (TUF)
（福島市）
- 福島中央テレビ (中テレ)
（郡山市）
- 福島放送 (KFB)
（郡山市）

福島都市圏に立地する放送局（全て福島市に所在）
- NHK福島放送局
  - NHK郡山支局（郡山市所在）
  - NHKいわき支局（いわき市所在）

- 福島テレビ（フジテレビ系列、民報系）
- テレビユー福島（TBS系列、民報・毎日新聞系）
- ラジオ福島（県域放送AMラジオ局、JRN・NRN系列。民報・毎日新聞系）
郡山市、会津若松市、いわき市、南相馬市にも放送局があり、かつては局別の独自放送が行われていた。現在は福島局で一括制作。
- FM POCO（コミュニティFM））J-WAVEを配信

郡山都市圏に立地する放送局
- 福島中央テレビ（郡山市）（日本テレビ系列、民友・読売新聞系）
- 福島放送（郡山市）（テレビ朝日系列、朝日新聞系）
- エフエム福島（ふくしまFM）（郡山市）（県域放送FMラジオ局、JFN系列、平成新局）
- KOCOラジ（郡山市、コミュニティFM）J-WAVEを配信
- FM Mot.com（本宮市、コミュニティFM）ミュージックバードを配信
- ウルトラFM（須賀川市、コミュニティFM）ミュージックバードを配信

その他の都市に立地する放送局
- SEA WAVE（いわき市、コミュニティFM）ミュージックバードを配信
- FM 愛'S（会津若松市、コミュニティFM）ミュージックバードを配信
- FMきたかた（喜多方市、コミュニティFM）ミュージックバードを配信

相馬市の一部では放送対象地域外の宮城県の民間放送4局が放送区域になっている。 
いわき市や白河市の一部では、放送対象地域外の関東1都6県共通の民放キー局（日本テレビ・テレビ朝日・TBSテレビ・テレビ東京・フジテレビ）がスピルオーバーにて受信することが可能である。地上デジタル放送による減力により受信できるエリアは限られているが、県境部を中心に引き続き受信することが可能である。
福島県と同様に、政治力と経済力の綱引きにより民放県域局の演奏所が県庁所在地以外にも立地している例は、山形県、長野県、富山県、岐阜県。鳥取県、山口県、福岡県にも見られる。
地上デジタル放送のリモコンキーIDはTXN系と独立局がない以外は関東広域圏と全て同じである（詳しくはリモコンキーIDの項を参照）。

## 文化・スポーツ

### 方言
福島県の主な方言は、以下の通りである。
- 東北方言
- 南奥羽方言
  - 福島弁
  - 会津弁
  - 浜通り方言

### 食文化
郷土料理
会津の代表的な郷土料理としては、「こづゆ」「いかにんじん」「にしんの山椒漬け」「鯉の旨煮」が挙げられる。
また、会津の山間部では蕎麦を工夫した料理がみられ、今でも味わうことができるものとして「はっとう（檜枝岐村）」「裁ち蕎麦（南会津）」「水そば（山都町）」「祝言蕎麦（猪苗代町）」「高遠そば」などがある。
- いかにんじん（福島市を含む県北地方）
- あんぽ柿（伊達市を含む伊達エリア）
- にしんの山椒漬け（会津地方）
- 粟饅頭（会津地方）

ご当地グルメ
- 円盤餃子（福島市） - 宇都宮市の餃子同様、満州開拓団の帰国者により始まったと言われる。
- みそパン（福島市） - 蒸しパンタイプのみそパン発祥地である。
- 喜多方ラーメン（喜多方市） - 日本三大ラーメンに数えられている。
- 白河ラーメン（白河市）
- なみえ焼きそば（浪江町） - B級ご当地グルメとして知名度を有する。
- メヒコのカニピラフ（いわき市）
- メヒカリ（いわき市）
- ウニの貝焼き（いわき市）
- ほっき飯（相馬市など）
- 鮭のはらこ飯（相馬市など）
- 鯉の甘露煮（郡山市）
- 鯉のアライ（郡山市）
- クリームボックス（郡山市）
- こおりやまグリーンカレー（郡山市）
- ソースかつ丼（会津若松市）
- 会津カレー焼きそば（会津若松市）
- 塩川鳥モツ（喜多方市塩川町）

### 伝統工芸
経済産業大臣指定伝統的工芸品
- 大堀相馬焼（陶磁器、1978年）
- 会津本郷焼（陶磁器、1993年）
- 会津塗（漆器、1975年）
- 奥会津編み組細工（木工品、2003年）
- 奥会津昭和からむし織（織物、2017年）

伝統工芸品

### 伝統芸能
重要無形民俗文化財（指定年月日）
- 御宝殿の稚児田楽・風流（1976年（昭和51年）5月4日 いわき市錦町御宝殿 御宝殿熊野神社田楽保存会）
- 相馬野馬追（1978年（昭和53年）5月22日 相馬市ほか 相馬野馬追保存会）
- 金沢の羽山ごもり（1980年（昭和55年）1月28日 福島市 羽山ごもり保存会）
- 田島祇園祭のおとうや行事（1981年（昭和56年）1月21日 南会津郡南会津町 田島祇園祭のおとうや行事保存会）
- 石井の七福神と田植踊（1995年（平成7年）12月26日 二本松市 石井芸能保存会）
- 木幡の幡祭り（2004年（平成16年）2月16日 二本松市 木幡幡祭保存会）
- 都々古別神社の御田植（2004年（平成16年）2月6日 東白川郡棚倉町 八規都々古別神社御田植保存会）
- 三島のサイノカミ（2008年（平成20年）3月13日 大沼郡三島町 三島町年中行事保存会）
- 会津の御田植祭（2019年（平成31年）3月28日 喜多方市、大沼郡会津美里町 慶徳稲荷神社お田植まつり保存会、御田植祭祭典委員会）

祭事
- 信夫三山暁まいり「大わらじ奉納」 - 福島市
- 二本松提灯祭り - 二本松市

農村歌舞伎
- 檜枝岐歌舞伎 - 檜枝岐村
- 柳橋歌舞伎 - 郡山市中田町

### スポーツ
サッカー
- J2リーグ
  - いわきFC
- J3リーグ
  - 福島ユナイテッドFC
- 東北社会人サッカーリーグ
  - FCプリメーロ - 1部
- 日本女子サッカーリーグ
  - JFAアカデミー福島

バスケットボール
- ジャパン・プロフェッショナル・バスケットボールリーグ
  - 福島ファイヤーボンズ

野球
- BCリーグ
  - 福島ホープス

アイスホッケー
- アジアリーグ
  - 東北フリーブレイズ

駅伝大会
- ふくしま駅伝
- 東日本女子駅伝(2024年をもって終了)

## 観光

### 国宝
建造物
- 白水阿弥陀堂

彫刻
- 勝常寺 - 木造薬師如来坐像及び両脇侍立像（3躯）

書跡典籍
- 龍興寺 - 一字蓮台法華経 開結共（巻第六欠）9巻

### 重要伝統的建造物群保存地区
- 大内宿（宿場町、下郷町）
- 前沢（山村集落、南会津町）
- 小田付（在郷町・醸造町、喜多方市）

### イベント
- 福島わらじまつり - 毎年夏に行われる。
- 郡山うねめまつり - 毎年8月、郡山市
- いわき七夕まつり - 毎年8月、いわき市
- 会津まつり - 毎年9月、会津若松市

### その他
- アクアマリンふくしま - 東北地方最大級の水族館
- スパリゾートハワイアンズ[23]

## 福島県出身の人物

### 県民栄誉賞受賞者
1. 田部井淳子（1988年）
2. 鈴木猛史（2014年4月）
3. 室屋義秀（2017年10月）
4. 西田敏行（2018年9月）